# Grandfontaine (Bas-Rhin)
Pour les articles homonymes, voir Grandfontaine.
Grandfontaine est une commune française située dans la partie septentrionale du massif des Vosges dans la circonscription administrative du Bas-Rhin et, depuis le 1er janvier 2021, dans le territoire de la Collectivité européenne d'Alsace, en région Grand Est.
Cette commune, héritière lointaine de deux communautés de l'ancien comté de Salm et de l'abbaye de Senones, le village de Grandfontaine et la terre admodiée ou ferme des mines, fourneaux et forges de Framont, encore agrandie à la Belle Époque allemande du glacis militaire prussien, se trouve aujourd'hui dans la région historique et culturelle d'Alsace (malgré une appartenance historique à la Lorraine). L'habitat prépondérant de la commune se situe sur le versant oriental du massif du Donon, sommet de plus de 1 000 m.

## Géographie

### Localisation
Grandfontaine est située à l'ouest du Bas-Rhin à la limite avec la Moselle. À 40 km de Molsheim et 5 km de Schirmeck, le village s'étire le long de différents ruisseaux (Framont, ruisseau des Minières, goutte Ferry, Grand Goutty) qui viennent alimenter la Bruche. Dans ce village de moyenne montagne, les habitations s'étagent de 400 à 700 mètres d'altitude et se concentrent dans le fond des vallons, le reste du territoire est occupée quasi exclusivement par la forêt.
Quelques sommets environnants : le Donon (1 008 m), la Tête des Blanches Roches (916 m), la Corbeille (899 m), la Maxe (863 m), le Rond Perthuis (849 m), la Tête Mathis (838 m), le Haut de la Charaille (758 m). Un des points géodésiques du réseau géodésique français se trouve dans la commune, à proximité du col du Donon. Il constitue même l'un des vingt-trois points du Réseau de référence français.
Depuis les ajustements territoriaux, à la suite du traité de Francfort et municipaux, après l'abandon progressif du glacis militaire prussien vers 1880, la superficie de la commune s'est accrue essentiellement d'espaces forestiers lorrains, incluant les anciennes chaumes du Donon et leurs maisons ou hameaux proches, en réalité des territoires spoliés aux communes de Raon-lès-Leau et Raon-sur-Plaine après la guerre de 1870. Ainsi deux rivières lorraines emblématiques – la Plaine et la Sarre blanche – prennent effectivement leur source sur la commune de Grandfontaine, la première sous le col dit "Entre les Deux Donons", au nord du Donon et à l'ouest du Petit Donon, et la seconde à l'ouest du col de la Côte de l'Engin, massif qui prolonge grossièrement au nord le Petit Donon.
La commune est accessible par la route départementale 392 qui, depuis Schirmeck, mène au col du Donon et, par delà, à la Lorraine. La route nationale 420 et la ligne de chemin de fer TER (Strasbourg-Molsheim-Saales-Saint-Dié-Épinal) assurent le désenclavement de la commune vers les grands centres de la plaine par la vallée de la Bruche.

### Écarts et lieux-dits
- Framont, Haut-Fourneau et le Haut-Pré, les Minières, village et mairie etc.
- La Plate-forme du Donon, Le Haut-Donon, Le Bas-Donon, Glacimont, les Oberlés sur les anciennes hauteurs de Raon-sur-Plaine
- Maisons forestières de Saint-Pierre (sous la Côte de l'Église) et du Windeck (Basse-de-Réquival) dans l'ancienne forêt de Raon-lès-Leau.

### Extension communale et communes limitrophes
Sur son flanc oriental, la commune de Grandfontaine préserve la frontière médiévale entre le comté de Salm et les terres alsaciennes de l'évêché de Strasbourg, échue à la commune de Schirmeck dès la période contemporaine. L'ancienne rivière Wacon, devenue ruisseau de Grandfontaine ou de Framont, en forme une limite de principe au niveau de son thalweg, par ailleurs fortement remanié par des aménagements millénaires. La limite remonte ensuite la "goutte du Marteau" des cartes IGN récentes pour finalement atteindre le "col entre les deux Donons" à 822 m d'altitude : le Grand Donon appartient à la commune, comme autrefois au comté de Salm sous l'égide du grand évêché lorrain de Metz, alors que le Petit Donon, chaume autrefois alsacienne, dont une fraction de la base méridionale reste sur la forêt de Schirmeck, appartient au domaine forestier de Wisches, ainsi que la côte de l'Engin au nord. Il faut signaler que sur ces hauteurs, ainsi que dans les environs du col du Donon, Grandfontaine a hérité vers 1880 du glacis militaire prussien, forêts, chaumes sommitales, prés de fauche et diverses fermes, auberges et écarts, pris aux territoires communaux de Raon-lès-Leau et de Raon-sur-Plaine, dont une modeste proportion, à plus faible altitude, est restée française en 1871. Ce fait historique, en particulier l'annexion des hauteurs de Raon-lès-Leau, explique facilement les limites communales inédites, en pleine Lorraine ancienne, avec Turquestein-Blancrupt en Moselle, Saint-Sauveur, Val-et-Châtillon et l'espace forestier de Bertrambois en Meurthe-et-Moselle. 
Les autres limites communales proviennent d'anciennes divisions internes au comté de Salm. D'abord en amont de Haymonrupt, écart de Vacquenoux (commune de La Broque), les vastes forêts associées aux Forges de Framont commençaient, sur le flanc septentrional et occidental de la hauteur de Bouhonville, mais cette césure communautaire au sein du ban de Salm s'abaissait vite vers le Grand Gouttys et son haut vallon, qui commençaient en amont du Haut-Fourneau et au sud de la colline de Grasse Terre, deux entités autrefois associées qui ressortaient de Framont, et donc aujourd'hui de Grandfontaine. La limite communale, toujours avec La Broque, remonte ensuite ce vallon jusqu'au col placé à l'orient des chaumes de la Haute Loge, dominant autrefois le grand ban de Senones. L'au-delà du col appartient aujourd'hui au Saulcy et les sommets désormais forestiers, dits "La Haute loge", "Les hautes Chaumes", "Tête des Blanches Roches" et "Tête de Bipierre" demeurent, d'abord en totalité, puis en partage, sur les hauts de Moussey. Le col de Prayé et son auge glaciaire mitoyenne, entre Moussey à l'ouest et Grandfontaine à l'est, conclut cette remontée sinueuse de la limite entre l'ancien ban de Salm (Grandfontaine) et l'ancien ban de Senones (Moussey) vers le nord. La prise de possession de l'ensemble du massif de La Corbeille, autrefois partagé en ligne de crête avec Raon-sur-Plaine, a permis une double limite, d'abord en amont avec Vexaincourt et en contrebas avec Luvigny, même si cette dernière limite se prolonge vers la dépression de Croix Brignon qu'elle remonte, puis sur le massif de la Hazelle. 
| Bertrambois (Meurthe-et-Moselle) Val-et-Châtillon (Meurthe-et-Moselle) Saint-Sauveur (Meurthe-et-Moselle) | Turquestein-Blancrupt (Moselle) | Wisches   |
| Raon-lès-Leau (Meurthe-et-Moselle) Raon-sur-Plaine (Vosges) Luvigny (Vosges)                              | Grandfontaine                   | Schirmeck |
| Vexaincourt (Vosges) Moussey (Vosges) Le Saulcy (Vosges)                                                  |                                 | La Broque |

### Géologie

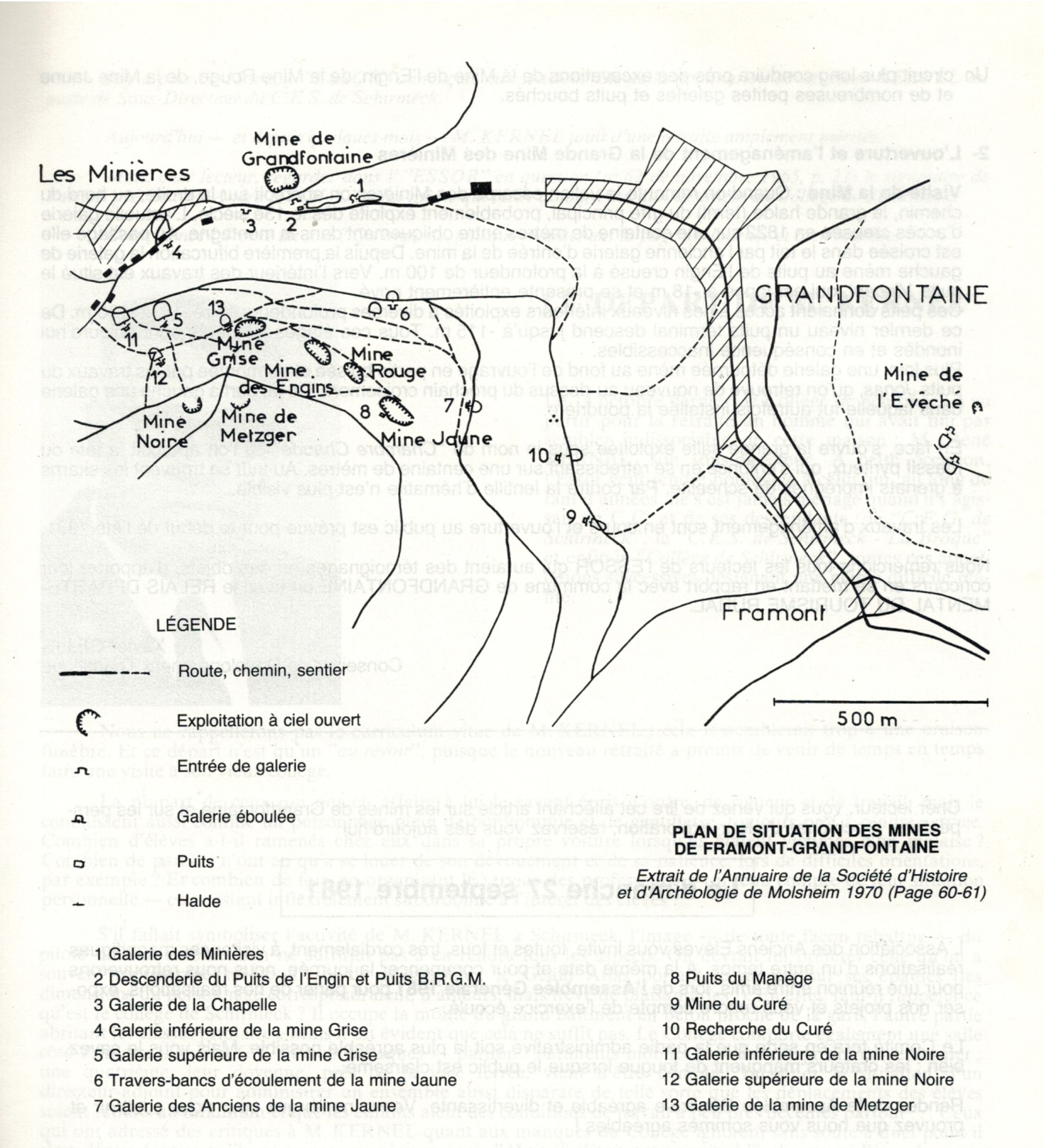
Esquisse cartographique des mines connues dans les années 1970, projet touristique du sentier minier en 1981

Les appellations des principales mines de l'époque moderne et contemporaine sont souvent marquées par des couleurs : jaune, rouge, verte, grise, noire etc. Le terme mine ou myne est d'ailleurs ambigu, il désigne d'abord le minerai avant de s'appliquer aux percements, galeries, puits ou trous aménagés et à l'installation minière sur le carreau, propre à l'acception française. D'une part, les mines jaunes, la mine rouge, la mine noire ainsi que la haute mine grise d'autrefois, situées dans des terrains fort accidentés, au large voisinage du vallon des Minières sur sa partie nord, parfois atteignant le sommet de la Tête Mathis, ont nécessité un long et délicat voiturage, d'autre part la mine de Metzger, les mines des Engins, les mines dite de Grandfontaine ou les plus récentes mines du Bois de la Chapelle ou du Bois de l'Évêché semblent avoir été les plus proches des hauts-fourneaux. Le terme engin indique une machine ou pompe à eau, avec laquelle l'on tiroit les eaux, en 1735. L'engin, ou engine en  anglais technique, peut être transformé en machine élévatrice du minerai dans des cuveaux semblables à ceux d'eau. Les éboulements miniers, imprévisibles et mortels, sont rares du fait de la nature des roches dures et des techniques d'exploitation, signalons d'abord l'éboulement du 4 avril 1775 dans une minière de Grandfontaine, écrasant six mineurs, dont un corps ne fut retrouvé que deux ans plus tard, et ensuite l'éboulement du 26 février 1835 à la mine noire, apparemment sur le même secteur soixante ans plus tard.
Notons que les carrières de marbre dite de Framont ou de l'Évêché se situent en face de Framont, sur le territoire de la section schirmeckoise de Wackenbach.
Au moment du déclin ou de l'abandon des vieilles installations minières de Framont, à la fin des années 1840, géologues et minéralogistes, souvent des amateurs vosgiens, observent leurs surfaces de coupe en profondeur encore accessibles, et le docteur déodatien Carrière, en marge de ses tournées médicales, rédige sa description des principales espèces minérales et partage ses analyses en amateur de sciences. Entre 1850 et 1853 existe un engouement, stimulé par la recherche des sulfures par l'éphémère branche chimie lourde, initiée par la seconde société anonyme des Forges de Framont, pour la scheelite et les divers sulfures de fer et de cuivre que contiennent les mines de fer de Framont. Un minerai à base de chalcosite massive mélangée à de l'érubescite à cassure jaune rosée a pu être extrait des filons.. En 1853, le docteur Carrière met l'accent sur les grenats des mines jaunes et des mines de la Chapelle. La chalcopyrite serait peu abondante à Framont, elle est néanmoins présente à la mine du Donon, associée en veinules à la panabase, avec la blende et la galène dans la mine jaune, et enfin dans la mine de Grandfontaine.

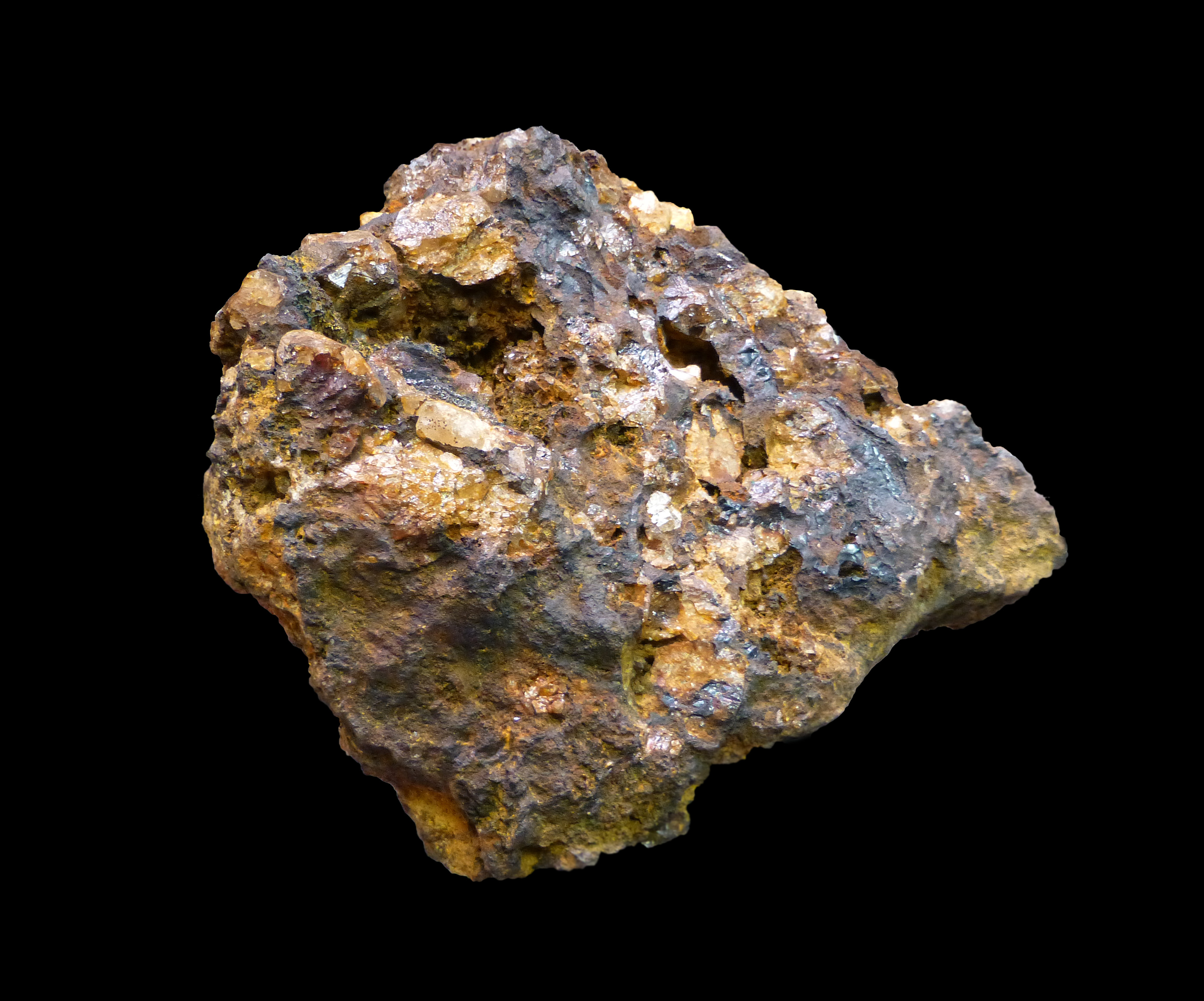
Minéral dur et transparent à base de silicate de béryllium ou phénacite noyé dans la limonite, qui lui donne sa principale couleur jaune.

Aux environs des Minières, quelques anciennes haldes et amas de minerais de fer s'appuient sur une couche de skarn résultant d'un métamorphisme thermique d'un niveau calcareux. Au niveau de cette interface, de nombreux minéraux, à base de Cu, W, Mo et Be ont été signalés, cette présence rarement aussi concentrée explique les recherches et sondages, voire le réaménagement minier, en période allemande au début du XXe siècle. L'humidité remarquable des anciennes mines a toujours été connue des vieux mineurs : pour s'enfoncer sans déboire, il fallait souvent mettre en place des trous d'évacuation et des réseaux d'exhaure préalables. Les ressources minières du massif dévono-dinantien de la Bruche, complexes, se séparent grossièrement en deux variétés:
- des gisements non volitiques, recelant des petits grains de minettes, et souvent des pyrites de fer en cristaux accrus ou agrégats grenus dans des roches éruptives,
- des dépôts hydrothermaux du dévonien-tournaisien ou viséen, par chauffage plutonien par des roches granitiques phosphorées, qui expliquent parfois une abondance de limonite (myne jaune) ou d'hématite (myne rouge ou noir)[18].

Les filons de Framont ont livré jadis de magnifiques cristaux d'aragonite, de taille supérieure au centimètre, aux lents développements plus ou moins agencés sur des axes parallèles, formant ainsi des gerbes atteignant 10 cm. Ces cristaux aciculaires, incolores et brillants, à éclat métallique léger, sont surtout implantés sur l'hématite et la limonite au contact de la roche calcaire. Décrits à la fin des années 1840 par le docteur Carrière, ces beaux échantillons de collection dignes des aragonites du Cumberland, ont fait l'objet d'une étude cristallographique rendue délicate par la fréquence des macles par accolement, par le cristallographe Stöber, publiée en 1894. Plusieurs géodes de dolomie ferrifère ou de calcite découvertes sur le gîte de fer ont fait la joie de savants ou de collectionneurs. Le docteur Carrière s'est émerveillé d'une dispersion rare de fluorine bleuâtre, formant des cubes, dans une géode de dolomie ; de grands cristaux de panabase qui tapissaient l'intérieur de géodes de minerai de fer, ont été tirées de la mine grise et de la mine de Grandfontaine. Daubrée a décrit en 1850 la présence exceptionnelle de petits cristaux lamellaires de bismuth natif, accompagnant des cristaux d'oligiste dans une géode de calcite. Notons qu'on y a aussi trouvé du cuivre natif.
Entre Grandfontaine et le col du Donon affleurent souvent des brèches ou micro-brèches siliceuses, attestant des origines de ce massif dévono-dinantien de La Bruche Schirmeck, autant volcaniques que sédimentaires. Ces formations rocheuses dévoilent le plus souvent un ciment gréseux ou gréso-argileux, parfois à pélites ou argiles très fines, qui enrobent divers débris de cristaux (quartz, feldspaths) et des éléments volcaniques à base de spilites. Mais elles contiennent parfois des intrusions et des coulées soit basiques avec des diabases microlithiques ou des dolérites, soit acides, surtout par des kératophyres aphanitiques. Ces intrusions remarquables expliquent divers gisements ou couches lenticulaires à base :
- de calcaire bréchique recristallisé, au contact desquelles des concentrations en fer ont été exploitées ou recherchées. Ces gisements ressemblent aux mines du district de Lahn-Dill du massif schisteux rhénan.
- de diabase, roche gris verdâtre, d'aspect en grain de sucre ou saccharoïde, très finement grenue, où brillent de petites lattes de feldspaths, respectant une trame intersertale. Elle s'observe notamment sur un ancien sondage du vallon des Halles, avec une puissance d'une dizaine de mètres, ici dans la partie évêchoise, longtemps interdite au mineurs de Framont, sur la commune actuelle de Schirmeck.
- de diabase vert grisâtre à texture nettement ophitique, visible à l'œil nu, avec de petites lattes non jointives de plagioclases blanchâtres, dispersées dans une matrice verdâtre de cristaux fibreux d'amphiboles, en particulier sous la plate-forme du Donon, qui s'est formée à l'époque du permien supérieur (assises gréseuses de Kohlbaechel) alors que les deux montagnes des Grand et Petit Donon appartiennent au grès Buntsandstein.

### Hydrographie
A la Belle Epoque, à l'instar de N. Lörcher, les géographes germanisants autorisés du IIe Reich postulent que Framont, toponyme germanisé arbitrairement en Frambach, ne peut désigner qu'un cours d'eau, de même que Grandfontaine (alias Michelbrunn en allemand) une vaste forêt qu'il faudrait appeler impérativement Michelbrunnerwald plutôt que Grandfontainewald. Leurs interprétations de Framont et Grandfontaine semblent cocasses aux romanistes, lorsque les hypothèses plausibles leur sont opposées : 
- celle d'une fracture à vocation minière ou ferrifère dans une montagne à ressources minérales pour Framont[25],
- celle d'un vallon abondant en sources ou petits cours d'eau potable, aménagées autrefois en fontaines, pour les besoins des hommes et des troupeaux bovins et porcins.

Le rupt ou ru de Framont était dit autrefois "ruisseau de Salm". Le chemin suivant sa remontée permettait en effet d'accéder au château de Salm, chef-lieu du ban médiéval de Salm et se poursuivait, après avoir rattrapé la "route des Princes", vers Plaine, centre de la Grande paroisse et chef-lieu du ban de Plaine. Ce ru se nommait aussi ruisseau de la Basse Madeleine en mémoire de son vallon d'origine, ou encore le Grand Goutty, ancienne dénomination du long val du Haut Fourneau passant entre les massifs du Rond-Pertuis et de la Tête-Pelée. Il délimitait la forêt de Framont sur sa partie orientale, à savoir du nord au sud, les cantons de La Maxe, Rond perthuis, Bipierre et Tête Mathis. Ce ruisseau a pris plus d'importance nominale que le hameau de Framont, après le désastre sidérurgique. Il provient des contreforts orientaux de la Haute Loge, en passant par la basse Madeleine à l'est de la montagne de La Maxe qu'il contourne, fusionne ses eaux avec celles de l'étang du Coucou alimentées par le ruisseau du Grand Silet qui a sa source au col homonyme au sud-est de la Haute Loge, également dénommé col sous la Haute Loge. Il reçoit en rive droite les deux modestes ruisseaux de la chaume de Salm, puis en rive gauche le ruisseau de la Truite qui draine une combe entre la montagne du Rond-Pertuis au sud, et à l'est les hauteurs des Hautes Chaumes qui se poursuivent par la Tête des Blanches Roches puis la Tête de Bipierre. Cette vaste combe est largement crevassée au-dessus de 650 m d'altitude par la présence glaciaire il y 12000 ans. Après avoir reçu en rive droite le ruisselet du Malplaquet et en rive gauche le vif ruisseau orienté de la Voite Basse ou Basse Voitel, autrefois ru du Prayé ou du Haut Pré, le ruisseau de Framont coule dans le vallon du Haut Fourneau ou du Sapin, en amont du hameau de Framont. Il évite l'actuel hameau de Framont en passant à son aval et se dirige droit vers l'ouest et la ville de Schirmeck, non sans quelques sinuosités secondaires, en suivant la ligne de thalweg.
L'autre ruisseau important, marquant Grandfontaine, le Wacon médiéval mentionné par Alban Fournier pour justifier maints toponymes à l'aval, était formé au début du XIXe siècle par la réunion :
- du ruisseau des Minières qui prend sa source à l'est du massif de la Corbeille, et draine les eaux entre Morveux au nord et Tête Mathis. Les grandes sources en amont des Minières peuvent être qualifiées de sources de Grandfontaine, même si la source de Grandfontaine proprement dite reste légèrement en amont de la mairie, sur les contreforts orientaux du massif de la tête Mathis. Il semble que sur la carte IGN actuelle, le ruisseau de Grandfontaine et le ruisseau de Framont se confondent, avec comme origine emblématique, le ruisseau des Minières.
- la goutte Ferry ou ruisseau du Bas Donon ou du col du Donon, dont le chemin dénommait également l'étroite route du Donon au début du XVIIe siècle, de part et d'autre du col ou plateau du Donon[30].
- et enfin le ruisseau de Blanchefontaine ou goutte du Marteau, plus tard connu comme les eaux de la Basse de la Halle, ce dernier terme désignant un lieu-dit situé en bas et au sud-ouest du Kohlberg et faisant face au massif du Donon[31]. Ce ruisseau dont la source principale, la plus haute, se situe entre les deux Donons est simplement nommé aujourd'hui sur les cartes IGN "ruisseau de la Halle". Il a effacé le ruisseau de Grandfontaine, qui pourrait tirer son nom ancien des granges à proximité du Donon. La goutte du Marteau semble avoir longtemps qualifié la réunion de ce ruisseau avec le ruisseau des Minières, renforcé de la goutte Ferry. Au niveau de cette confluence, un plan d'eau réservoir permettait le fonctionnement, autrefois, d'un lourd marteau mécanique, pour transformer par cinglage la fonte issue des (hauts-)fourneaux en fer.

Il semble que le ruisseau de Grandfontaine, ainsi formé sous le massif du Donon, étendait loin son nom jusqu'à la confluence avec la Bruche. Il a été très tôt assimilé au Waconos primitif ou ruisseau de Waquenoux/Wackenbach, avant de laisser la place au ruisseau de Framont au XIXe siècle.
En recevant après 1880 l'ancien glacis militaire prussien de hauteur du Donon, initialement pris aux communes de Raon-Lès-Leau et de Raon-sur-Plaine, l'espace communal grandfontain désormais englobe les sources du ruisseau de la Maix à l'ouest sous La Corbeille, les ruisselets voisins de la cascade de la Crache, entre le col Pourrio et les anciens prés de la Crache. N'oublions pas aussi la source et toute la haute vallée de la rivière Plaine, autrefois consacrée à Saint-Pierre jusqu'au niveau de la maison forestière Saint-Pierre, avec ses premiers ruisseaux affluents venu du Donon et du col du Donon en rive gauche, le revers au soleil du val Saint-Pierre, à la fois raide et sec, ne comptant que des ruisseaux intermittents. Il happe également la source de la Sarre blanche, autrefois nommée Blancrupt en dialecte vosgien, qui amorce sa limite septentrionale de la Côte de l'Engin au Pâquis, avec le hameau du Petit Blancrupt sur la commune de Turquestein. Cette limite ubuesque allongée en languette rejoint la chaume de Réquival et passe au nord des hauteurs du Roulé Bacon, de Charaille et du Charmois, ce qui explique la partie supérieure du ruisseau de la Basse de Réquival, les sources du ruisseau de Châtillon et les terres forestières à sa gauche jusqu'à la Basse Verdenal fassent partie  de la commune de Grandfontaine, ainsi que, à l'est de cette languette, sous le col de Charaille, l'amorce haute de la Basse Hiéry dont le ruisseau plus régulier en contrebas coule vers la Vezouze, de même que le ruisseau de Châtillon. outre le bassin rhénan via la Bruche et l'Ill, il faut aussi compter Grandfontaine comme une commune du bassin de la Sarre, de la Vezouze et de la Meurthe.

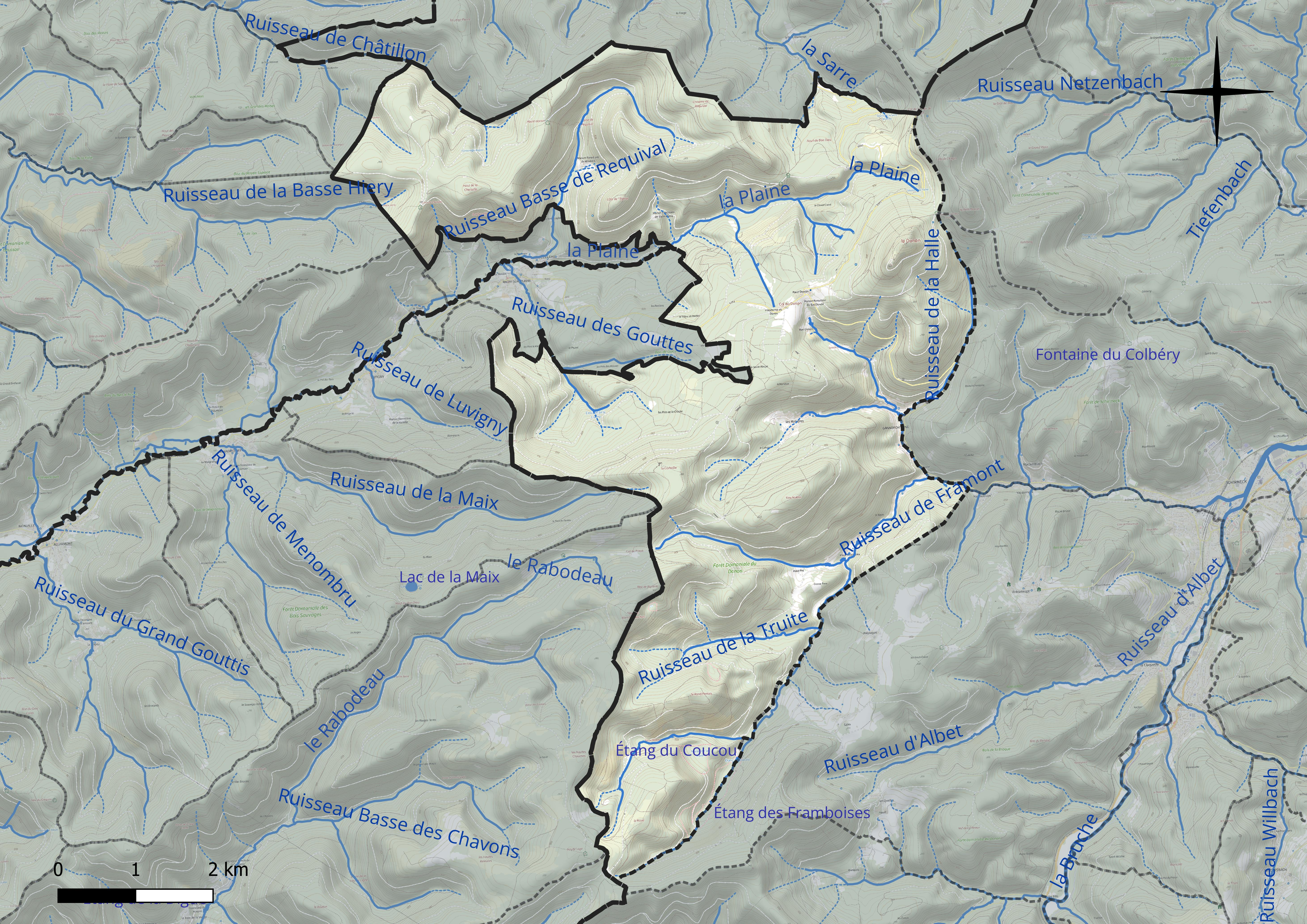
Réseau hydrographique de Grandfontaine.

### Climat
Pour des articles plus généraux, voir Climat du Grand Est et Climat du Bas-Rhin.
En 2010, le climat de la commune est de type climat de montagne, selon une étude du Centre national de la recherche scientifique s'appuyant sur une série de données couvrant la période 1971-2000. En 2020, Météo-France publie une typologie des climats de la France métropolitaine dans laquelle la commune est exposée à un climat semi-continental et est dans la région climatique  Vosges, caractérisée par une pluviométrie très élevée (1 500 à 2 000 mm/an) en toutes saisons et un hiver rude (moins de 1 °C).
Pour la période 1971-2000, la température annuelle moyenne est de 8,8 °C, avec une amplitude thermique annuelle de 16,3 °C. Le cumul annuel moyen de précipitations est de 1 161 mm, avec 12,8 jours de précipitations en janvier et 10,8 jours en juillet. Pour la période 1991-2020, la température moyenne annuelle observée sur la station météorologique de Météo-France la plus proche, « Belmont », sur la commune de Belmont à 11 km à vol d'oiseau, est de 7,0 °C et le cumul annuel moyen de précipitations est de 1 341,9 mm. 
La température maximale relevée sur cette station est de 30,9 °C, atteinte le 5 juillet 2015 ; la température minimale est de −20,3 °C, atteinte le 20 décembre 2009,,.
Les paramètres climatiques de la commune ont été estimés pour le milieu du siècle (2041-2070) selon différents scénarios d'émission de gaz à effet de serre à partir des nouvelles projections climatiques de référence DRIAS-2020. Ils sont consultables sur un site dédié publié par Météo-France en novembre 2022.

## Urbanisme

### Typologie
Au 1er janvier 2024, Grandfontaine est catégorisée commune rurale à habitat dispersé, selon la nouvelle grille communale de densité à sept niveaux définie par l'Insee en 2022.
Elle est située hors unité urbaine et hors attraction des villes,.

### Occupation des sols
L'occupation des sols de la commune, telle qu'elle ressort de la base de données européenne d’occupation biophysique des sols Corine Land Cover (CLC), est marquée par l'importance des forêts et milieux semi-naturels (97,1 % en 2018), une proportion identique à celle de 1990 (97,1 %). La répartition détaillée en 2018 est la suivante : 
forêts (91,1 %), milieux à végétation arbustive et/ou herbacée (6 %), zones urbanisées (1,2 %), zones agricoles hétérogènes (0,9 %), prairies (0,8 %). L'évolution de l’occupation des sols de la commune et de ses infrastructures peut être observée sur les différentes représentations cartographiques du territoire : la carte de Cassini (XVIIIe siècle), la carte d'état-major (1820-1866) et les cartes ou photos aériennes de l'IGN pour la période actuelle (1950 à aujourd'hui).

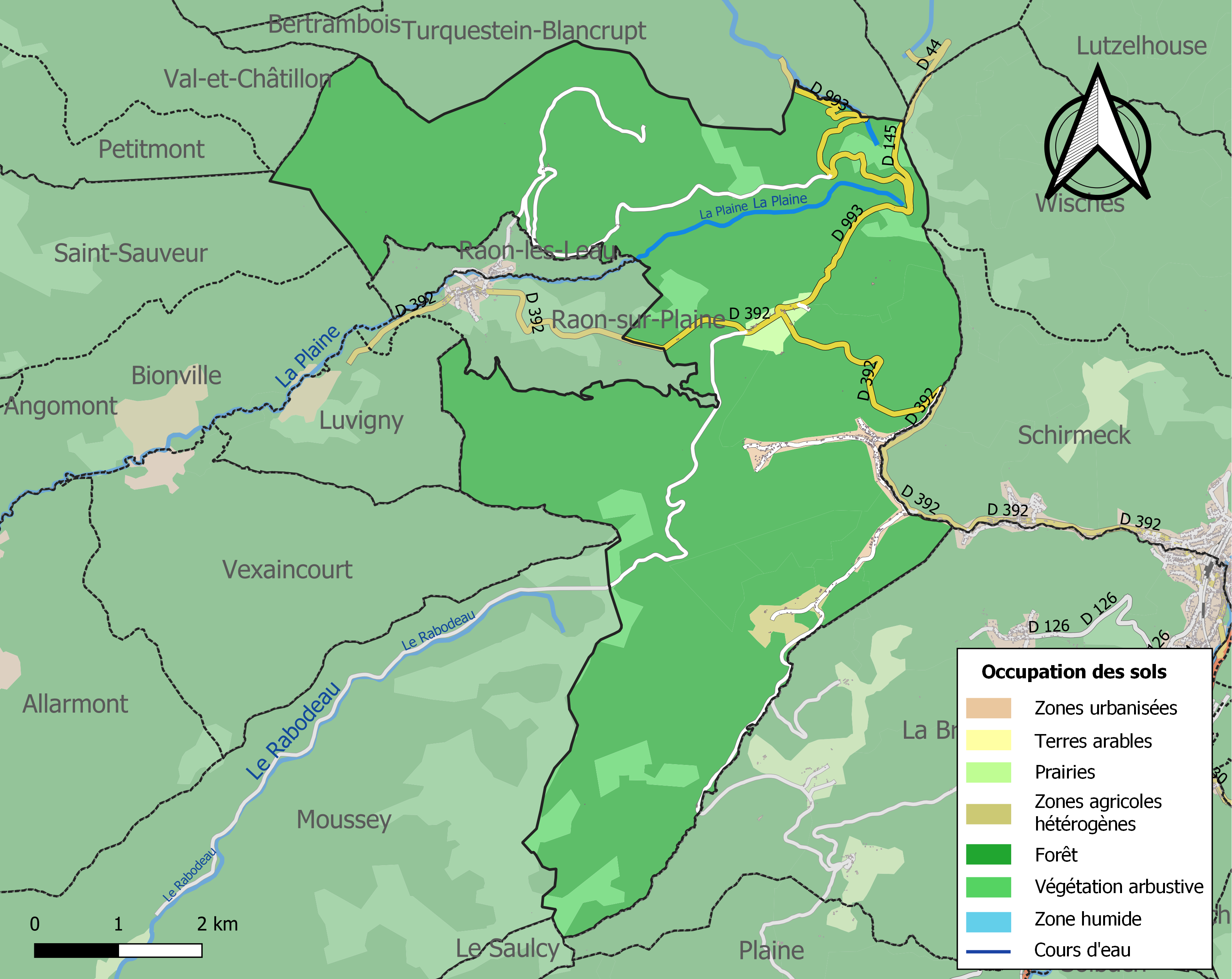
Carte des infrastructures et de l'occupation des sols de la commune en 2018 (CLC).

## Toponymie
Ecclesia fontaneis, Grandi fontana ou ad Grandem Fontanam selon la chronique de Richer rédigée en langue latine au milieu du XIIIe siècle, Michelbrunn (1704), Grandfontaine (désignation communale en 1793), Michelbrunn (1871-1918). Parfois en alsacien : Grossbrunn.
Le toponyme Grandfontaine est attesté en latin quasiment tel quel au milieu du XIIIe siècle, mais aussi vraisemblablement au début du XIIe siècle par une église ou chapelle paroissiale, dénommée ecclesia fontaneis, en limite des terres de l'abbaye de Senones. La légende associe son nom à une source sublime ou à une « fontaine » abondante. Fachot l'aîné prétend avoir découvert la source dite Grandfontaine, au pied du Donon, montrant par analyse des tâches de fontaines, neuf crevasses formant de gros bouillons d'eau d'un pied de large en moyenne et assurant un débit tel que plusieurs grandes roues hydrauliques tournaient à cents pas de la source. Les habitants, ignorants, nommaient cette belle source Blanchefontaine et ont persisté. Si l'église a pu la promouvoir en centre précoce de communauté montagnarde, Grandfontaine est bel et bien restée un modeste hameau de la montagne vosgienne du Donon parmi d'autres. Le préfixe gran(d) présent dans le toponyme roman relatinisé, de manière grandiloquente, pourrait faire plus modestement référence à une grangia, ou réserve de grains et de fourrages, pour les marchands en transit par le col du Donon ou ses hauteurs avoisinantes.
Dans les textes humanistes de la Renaissance, la localité est parfois dénommée en allemand Michelbrunn.
Comme l'attestent pour les périodes récentes ou modernes les cartes, Grandfontaine et Framont en aval ne désignaient nullement le même lieu. Sur la carte de Cassini, la mention de Framont en plus gros caractères atteste l'importance de Framont par rapport aux localités voisines.
Framont est attesté un siècle et demi plus tard, après 1260, avec l'essor d'une activité minière et sidérurgique, tout au long d'une faille ferrifère, par ailleurs nommée fraide plaine, ce qui permet d'envisager l'évolution de fraid mons en Framont tout en attribuant à Champenay dans le ban de Plaine une hypothétique localité "fraide plaine". Gérard Gley propose de corréler Framont à un mons fractus hypothétique, car les hauteurs voisines, à commencer par la Tête Mathis et ses environs, constituent un mont tout brisé et jonché de rochers. L'exploitation minière et sidérurgique a été affermée par les seigneurs associés, et Framont liée à Fraide plaine, avec leurs multiples dépendances a alors constitué une enclave à taille variable au fil des siècles, hébergeant mineurs, charbonniers, scheideurs, sidérurgistes, mouleurs, affineurs, forgerons etc. très souvent d'origine germanique, formant une hanse ou communauté corporative régulée de métiers originale, analogue à une libre entreprise rassemblant des corporations particulières avec leurs devoirs et règlements, leurs rites et son entraide générationnelle, leurs croyances et costumes, en tout cas distincte des autres hameaux autour de Grandfontaine ou de La Broque.
En latin médiéval, Framont, c'est-à-dire le hameau et la montagne qui le domine au sud, se nomme Ferratus mons, soit la montagne du fer ou le mont ferrifère, ce nom latin aurait été employé dès l'accord d'entente de 1261 entre l'abbé de Senones, Baudoin et Henri, quatrième du nom, comte de Salm. Aujourd’hui, dans l'esprit des habitants qui ont perdu l'essentiel de la mémoire des mines, des haut fourneaux, martinets et autres forges, ce toponyme n'est ancré que par un hydronyme, le ruisseau de Framont, et il ne désigne plus à la fois que, d'une part, l'ancien hameau en partie évanoui au fond de la vallée où s’étaient développées quelques infrastructures métallurgiques principales : les forges de Framont, et, d'autre part, la vallée supérieure jusqu'au hameau du Haut-Fourneau. En 1845, Haut-Fourneau et Framont représentaient pourtant chacun une grande section du cadastre communal de Grandfontaine.
Notons que la toponymie des installations minières et sidérurgiques s'est figée au moment du prompt déclin de ses activités entre 1848 et 1867, année de la suppression du haut fourneau. De nombreux hauts fourneaux et halles à charbons ont évidemment existé en six siècles, à l'instar des minières et haldes dispersées, parfois loin au sud de Framont ou Grandfontaine, comme le révèle l'archéologie minière ou la simple observation de terrain. Si le terme engin désigne un système de pompage, il a pu marqué en microtoponymie divers sites miniers. De l'ancienne galerie de l'Engin de la mine de Grandfontaine sort aujourd'hui un petit ruisseau, mais la galerie de l'Engin ou le puits de l'Engin vidangé en 1829, mais rempli d'eau en 1980 correspondent à un autre endroit.

## Préhistoire
Les «pierres du Sabbat » situées au sud-ouest de Roule-Bacon peuvent être assimilées à des menhirs préhistoriques, quoique aucune fouille n'ait pu apporter de certitude quant à leur origine précise. Deux pierres sont debout, dont une mesure 2,50 m. Plusieurs autres, couchées, se trouvent aux alentours.

## Histoire
Les exploitations par pingen ou puits de surface sur zones ferrifères ou cuprifères ne sont pas à exclure avant l'Antiquité gréco-romaine (hypothèse probable) et jusqu'au delà de l'époque mérovingienne. Les nombreuses failles du massif vosgien expliquent une présence constante, parfois catastrophique en absence d'exhaure ou d'écoulement par le bas, de l'eau dans les installations minières.
Une via petra ou voie de pierre médiévale, autrefois dénommée chemin d'Allemagne, remarquablement bien conservée, peut se voir au nord est de Roule-Bacon, sur 1,5 km de distance. On peut encore y remarquer les traces des chariots sur les blocs de dallage. Toutefois, l'hypothèse concernant une origine romaine d'une grande via ferrata orientée nommée Reginae strata, située en latitude entre la voie publique de Pons saravi joignant Tres Tabernæ et la voie militaire de via salinaria, portion de la voie médiévale des Saulniers a été battueen brèche. Il s'agirait de manière plus plausible d'une voie plus tardive, de transport rapide de charbon de bois, c'est-à-dire un chemin des bannes. Tous les chemins des Bannes ou autres chemins en hauteur dits "chemins d'Allemagne" ne confluent pas vers le Donon, comme il est souvent écrit, mais simplement depuis la fin du XIIIe siècle vers Framont et ses enclaves sidérurgiques.

### Une fraction septentrionale et orientale de la terre attribuée au légendaire saint Gondelbert
Grandfontaine, localité montagnarde dans une gorge sur le versant oriental du Donon, apparait tardivement pour fixer la limite des terres de l'abbaye de Senones, et donc du puissant évêché de Metz. Le ruisseau de Grandfontaine qui la jouxte se jette dans le Woconos ou "Waconos", vieux nom du "ruisseau de Framont", qui séparait le comté de Salm des terres de l'évêché de Strasbourg, comme il sépare depuis des siècles Vacquenoux, communauté du comté puis écart de la commune de La Broque, de Wackenbach, communauté évêchoise puis écart de la commune de Schirmeck. Richer mentionne les limites de la donation légendaire de Childéric à saint Gondelbert, à l'origine de l'abbaye de Senones, après mention de la Mer ou lac de la Maix et de sa ligne de crête, "de là par Grandfontaine, puis par un petit ruisseau qui est appelé Wacon jusqu'à la rivière Bruse".
Les dénombrements anciens font apparaître Grandfontaine en modeste hameau du ban de Salm, fondé autour du puissant château de Salm, chef-lieu du ban à la fin de l'époque médiévale. Il faut en distinguer Framont, et ses mines, fourneaux, fonderies et forges à la population ouvrière hétérogène et souvent saisonnière, soumise directement à son fermier maître de forge ou son groupement de fermiers associés, représentant les seigneurs, constituant un espace éclaté et bien plus populeux. Ce dernier, homme d'affaires et seigneur en son domaine affermé une fois le bail honoré, recrute, équipe et nourrit ses hommes, mineurs, ouvriers sidérurgistes, charbonniers ou forgerons. Par son moulin banal, il contrôle le commerce des grains, il tient aussi les magasins d'alimentation, les débits de boissons et sous-traite une partie des terroirs, par exemple accorde des droits de culture, revend des droits de paisson ou de pâture à des éleveurs.

### Mutations modernes
Le coup d'état du 29 septembre 1571 orchestré à Senones, dans la suite logique de celui de Badonviller, par le comte de Salm Jean IX, voué de l'abbaye et son beau-frère, le rhingrave de Dhaun, Frédéric se présente sous la forme d'un serment de reconnaissance des habitants venus des bans montagnards du comté oriental. La légitimité régalienne, de premiers seigneurs des bans, passent par vote public et acclamations aux audacieux comtes au détriment de l'abbé Claude Raville et de son chapitre de Senones, qui, affolés, tentent en vain de multiples recours légalistes auprès des instances judiciaires de l'Empire. L'intercession de l'évêque de Strasbourg, Jean IV de Manderscheidt-Blankenheim en 1573 confirme la cession des forges de Framont, Grandfontaine et Champenay aux comtes souverains, moyennant une indemnisation. Lors du partage du comté de Salm, entre les deux familles souveraines toujours représentées respectivement par Jean IX et son beau-frère, le rhingrave de Dhaun, Frédéric, organisé le 8-9 septembre 1598, la communauté de Grandfontaine échoit à Frédéric. Les forges de Framont, admodiée ou concédée à un fermier, reste évidemment indivis au niveau des revenus, alors que Badonviller, la capitale pourtant commune du comté, est méticuleusement partagée par quartiers et maisons. Au niveau des biens meubles et immeubles, le partage paraît complexe, d'un côté les principaux moyens de production avec installations concrètes, de l'autre les hommes de l'art et les investissements récents ou en cours : ainsi le Rhingrave garde, à condition d'en assurer entretien et gestion technique, les forges anciennes qui assurent l'essentiel de la production, soit les "bâtiments et demourances de forges de Framont et Champenay, ensemble les fourneaux, affineries, chaufferies, platineries, halles et cours d'eau avec les ustensiles et meubles dudit Framont et Grandfontaine demeureront audit comte du Rhin" alors que tous les logements ouvriers, c'est-à-dire "logettes et demeurances des ouvriers"  et les nouveaux édifices, parfois en construction, à la Renardière et à la Marchanderie "demeureront audit seigneur comte de Salm".
La principauté d'Empire est érigée par l'Empereur en faveur de Philippe-Othon, fils du rhingrave Frédéric, le 8 janvier 1623. Sa part éparpillée du comté se nomme désormais principauté. En 1625, un édit interdit le culte protestant, notamment calviniste sur l'ensemble du comté de Salm et de la principauté, par application du principe strict de concordance entre religion du seigneur et celle des sujets cujus regio cujus religio. Il faut, à défaut de se cacher ou jouer de la discrétion, pour les protestants, soit se convertir soit partir. L'abbé de Haute Seille, adjoint du prieur de Senones, en accord avec le protecteur voué de l'abbaye, Nicolas-François de Lorraine, organise l'Inquisition et met en place un système de persécution. Il semble qu'une part non négligeable du personnel qualifié des mines et forges en soit victimes. L'historien constate que la guerre atteint l'ancien comté de Salm en 1632. Troupes allemandes et lorraine, opposées aux suédoises et françaises, sans compter les mercenaires changeant de camp par opportunisme ou par forçage, vont ravager, par d'incessantes courses de soldats, les terres de Salm. En 1635, l'essentiel des baux de fermage ne peuvent plus être honorés à terme. Les épidémies pesteuses profitant du dénuement des populations suivent la guerre. En 1640, La Broque, autrefois gros village contrôlant les entrées et sorties stratégiques de biens et d'hommes dans le comté, semble avoir été rayé de la carte par un détachement de l'armée de Gallas, commandé par le colonel Coloredo. La même année, le marchand bâlois, Pierre Fatet, s'inquiète de l'inactivité et du silence de Framont, de Grandfontaine et Champenay, aux installations ostensiblement abandonnées ou ruinées, par une lettre adressée à la princesse de Salm. En 1630, temps déjà troublé pour des raisons religieuses internes, il avait prêté de l'argent au sieur Miville, admodiateur des forges. Or, malgré l'engagement de soldats de protection des installations productives, vols et pilleries se sont multipliés par les gens de guerre et des bandes de brigands suiveurs.
Les terribles dévastations des soldats lorrains, vivant constamment chez l'habitant rescapé, soupçonné d'hérésie, autour de 1650, aggravent les destructions et les saccages, notamment d'archives de manière exponentielle, alors que la paix est en principe de retour. Les années 1660, alors que les habitants réfugiés de proximité quittent les bois, ouvrent le temps du bilan pour l'habitat et l'industrie : François du Bois, honorable conseiller et auditeur de la chambre des comptes de Lorraine visite les installations résiduelles avec un expert mandaté des deux souverains, le maître forgeron Christophle Marchal demeurant à La Neuveville en Barambay.
La gestion commune d'un bien possédé à moitié par chacun des deux seigneurs n'est pas illusoire : Georges Mus reçoit le 22 septembre 1703 le "bail des forges de Framont pour la moitié appartenant à la principauté de Salm". Bien plus tard, la convention de Nancy signée le 21 décembre 1751 rend le prince de Salm-Salm, lointain héritier des Rhingraves, souverain sur sa principauté d'Empire, remaniée et limitée à l'ouest par la rivière Plaine, et il obtient ainsi tous les droits souverains sur Grandfontaine et les forges de Framont.
Il existait une maison de Grandfontaine, appartenant à l'état du Domaine. Elle devait réguler sous l'Ancien Régime les échanges locaux avec Framont. Au début du XIXe siècle, cette maison de l'état du Domaine était entièrement ruinée.

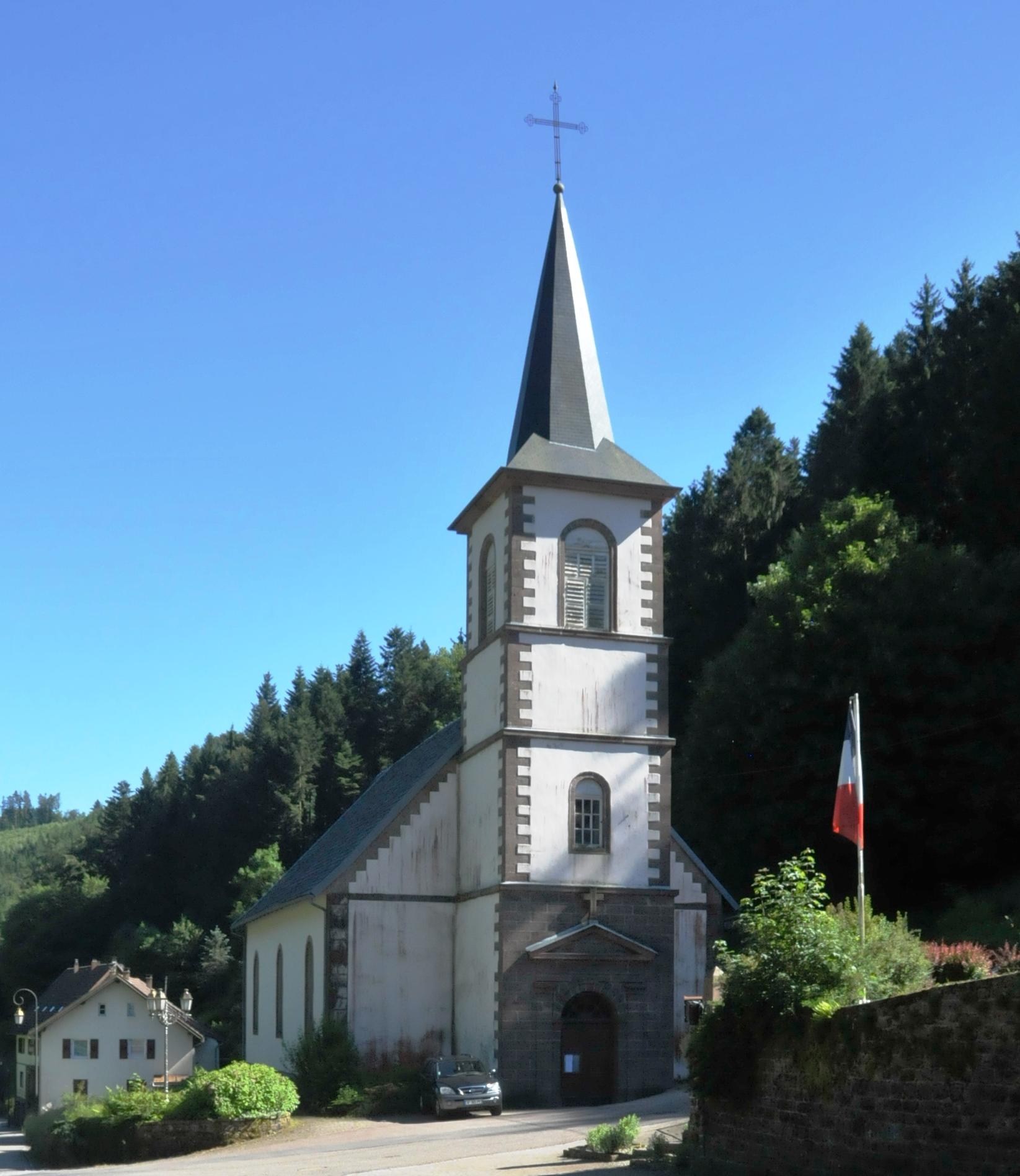
Église Saint-Jacques-le-majeur faisant face au monument aux morts, jour lumineux de juin 2016

La paroisse de Granfontaine, en limite du domaine de l'abbaye royale concédée depuis l'époque médiévale, paraît récente en dépit de son église : elle ressort encore en 1518 de la grande paroisse de Plaine et de Vipucelle, dédiée à saint Arnould et couvrant au sud le ban de Plaine et le ban de Salm au nord. Elle est l'objet d'une préoccupation constante des abbés de Senones jusqu'au début de l'époque moderne. Pourtant en 1693, quarante-cinq années après les affres de la guerre de Trente Ans, la vie paroissiale semble en complète déshérence, alors que les ouvriers des mines de fer de Framont, composés de quelques rares familles de Framont dont les "Filtrau, Feltrauer ou "Faltrauer", construisent une petite chapelle consacrée à l'apôtre saint Jacques. Monsieur de Beauregard, concessionnaire des mines, intercède en faveur de cette initiative après de l'abbaye Saint-Pierre de Senones et obtient en 1708 la célébration de messes par le curé de La Broque. Monsieur Pierre de Launay, fermier des mines, conscient du renouveau de l'activité sidérurgique, demande avec fermeté un chapelain résident : ainsi est nommé vicaire à Framont le sieur Perrotey le 10 octobre 1734. Dom Calmet et ses moines, qui souhaitent aider à l'animation de la vie pastorale sans y mettre trop de moyens, se préoccupent surtout avec zèle de donner la chasse aux anabaptistes et aux protestants proches de la montagne du Donon, mettant en scène de façon théâtrale quelques rares abjurations solennelles. Instaurant une concorde harmonieuse avec l'évêché de Strasbourg sur ce sujet, les clergés de Schirmeck et de Rothau sont invités, de concert ou en aparté, à recevoir l'abjuration d'ouvriers alsaciens des forges de Framont.
Sous les successeurs de Dom Calmet et ultimes abbés de saint Pierre de Senones, à savoir son neveu Dom Augustin Fanget et le savant Dom Jean-François Lombard, la "paroisse de Framont"(sic) est desservie par un prêtre de l'ordre bénédictin, choisi parmi les moines de Saint-Pierre. Le moine bénédictin, Placide Pierson est nommé à la cure de Framont en 1774. Ce curé en titre de Framont, choix du prince, était également aumônier du prince de Salm-Salm : en période estivale, il résidait vraisemblablement souvent au palais de Senones, et laissait la cure au desservant ou à l'administrateur du presbytère. Quelques semaines après l'annexion de la principauté à la République française, le curé Pierson, vaillant octogénaire né le 15 septembre 1711, démissionne en invoquant son grand âge le 14 avril 1793, mais on le reconduit manu militari à son presbytère.

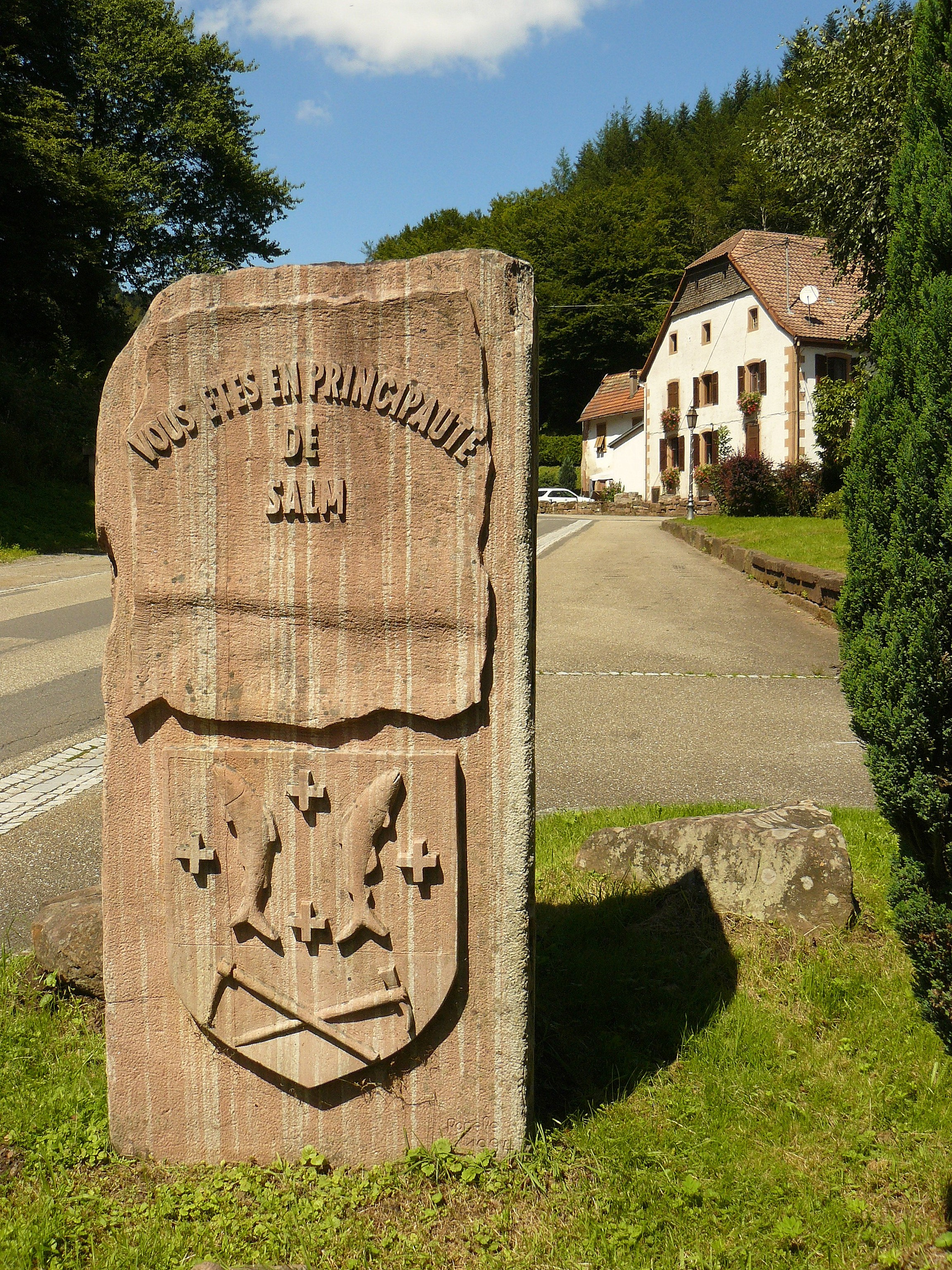
Pierre commémorative de la principauté de Salm à Grandfontaine.

La principauté de Salm affiche en 1778 un budget de 30370 livres, quasiment couvert par les revenus de l'exploitation des mines et forges. Si la valeur des forges peut être estimée a minima de l'ordre de 200 000 livres, notons que l'ensemble des revenus princiers représente bon an mal an 175000 livres. Contrairement aux assertions plaisantes de Fachot l'Aîné sur une principauté d'opérette, les habitants "bien habillés" des bans sont le plus souvent pauvres et misérables, grevés d'impôts et de droits féodaux, soumis constamment à l'amende par une administration, notamment forestière, tatillonne, dont les représentants exclusifs de langue allemande, aux ordres d'un pouvoir autoritaire et absolutiste, les toisent de haut depuis des décennies. 
Si les communautés des bans de Salm ou de Plaine ont alors perdu leurs dernières terres communes confisquées ou accaparées sans vergogne par le prince et ses sbires, il est vrai que les laborieux mineurs et forgerons, libres de taxes, forment encore un monde entrepreneurial à part, au sein de l'enclave de la ferme des Mines et Forges de Framont. Ces métiers rudes nécessitent endurance et vigoureuse constitution physique, mais conduits par des corporations spécialisées, solidaires, soucieuses du bien-être de leurs membres, ils présentent le plus souvent des dangers circonscrits. Les éboulements miniers sont rares, mortels à fréquence séculaire : l'éboulement du 4 avril 1775 dans une minière de Grandfontaine, dont l'acte est dressé par Joseph Bastien, admodiateur et maître des forges de Framont, fait six morts. Les faits sont attestés par les hommes de l'art de Framont et autres autorités du village de Grandfontaine : Mathias Cremmer et Nicolas Jaques, chefs mineurs, Jean Antoine Vitel Marcelin, directeur des Mines et Forges, officier réformé à la suite de la garnison de Strasbourg, et Jean Antoine Dauphiné, garde magasin licencié en droit, François Claudin, régent d'école, Louis Moîtrier, maire à Grandfontaine et D. Placide Pierson, curé de Framont qui consigne les faits dans un mémoire. Le corps de Nicolas Mayer, 26 ans, fils de Barthélémy Mayer et Marie-Rose Jacque, et époux de Marguerite Thivi n'est retrouvé que deux ans plus tard, le 26 juillet 1777. Le corps est aussitôt inhumé en l'église Saint-Jacques en présence de sa famille. Les cinq autres mineurs disparus sont : Jean Mayer son frère âgé de 28 ans, Jean-Claude, 25 ans, fils de Joseph Simon, Nicolas, 19 ans, fils de Jacques Minich, Etienne, 20 ans, fils de Jean Schwindre et Michel Wirtz, âgé de 30 ans, fils de Joseph Wirtz et époux de Reine Clévenot.

### Mines et Forges de Framont-Grandfontaine
L'histoire de Framont est fortement associée aux diverses exploitations métallurgiques qui s'y développent au Moyen Âge et surtout du XVIe au XIXe siècle. En réalité, si Framont désigne le cœur de l'entreprise médiévale puis moderne, les installations minières et sidérurgiques couvrent du nord au sud les bans de Salm et de Plaine.

#### Mines et forges après le milieu duXIIIesiècle
Les premières mentions des exploitations minières à Grandfontaine apparaissent à l'occasion des disputes entre l'abbaye et le couvent de Senones d'une part et le comte Henri IV de Salm, voué de l'abbaye et ses associés d'autre part, au milieu du XIIIe siècle. Nous ne connaissons que le traité de 1261 qui entérine un accord signé à parité d'investissement et de bénéfice, à moutiet moutiet (sic) entre les deux partis seigneuriaux, reléguant à un fermage institué les associés du comte. Les religieux de Senones, s'estimant seigneurs au même titre, ont combattu les volontés d'hégémonie économique des comtes de Salm exercés depuis leur château de Salm. Ils ont fait un appel direct au suzerain, l'évêque de Metz Jacques de Lorraine qui décide de détruire les installations illégales par la force militaire. Cette décision aussitôt appliquée, entraînant la dislocation et le saccage des forges de Ferratus Mons peut être associée à une humiliation de la noblesse arrogante du comté de Salm, qui doit être soumise à l'évêque suzerain. L'historien Dom Calmet suppose que la destruction a été réalisée au plus tard vers 1259, c'est-à-dire avant la mort de l'évêque en 1260. Cet accord qui concerne les montagnes de Fraide Plenne et de Forramont/Ferramont mentionne qu'une fraction des ressources forestières et charbonnières est octroyée aux hommes francs, c'est-à-dire exempts de taille, qui œuvrent aux mines et forges, à savoir l'attribution d'arbres estarpés ou abattus par divers aléas, et des droits sur la charbonnette des quatre bans du comté, à savoir les bans de Senones, Celles, Vipucelle et Plaine. Le secteur de Framont et de Champenay (Fraide Plenne) prend d'emblée une importance économique capitale, attirant les charrois de bois et les bannes de charbon, ainsi que les hommes sachant travailler le fer, libres de lourdes redevances, sauf s'il s'agit des gens du comté.
Rétablies après l'acte de 1261, les travaux miniers et sidérurgiques semblent avoir repris avec force en quelques années, du moins après 1272 avec rentabilité. En 1284, l'abbé Simon entouré de son clergé senonais et le comte Henri IV de Salm renforcent leur accompagnement dans les forges, en mettant en commun des bois au ban de plegne pour les premiers religieux et un grand bois acheté par le comte voué et second partenaire au bord de l'awe de celle, c'est-à-dire près de l'actuelle rivière Plaine. En 1513, l'abbé Thirion d'Anthelupt renégocie l'ancien traité, prenant en compte l'installation de deux forges sur l'eawe Salsures ou ruisseau de Saulxures au ban de Plaine, proposées par le maire Girard d'Alecombe, entrepreneur résidant à Saint-Diey. Le comté de Salm, alors représenté par deux dames, Jeanne de Fénétrange et Marguerite de Sierck, fait accepter un partenariat à trois possédants à égalité de droit, concernant les forges et mynes et leurs différents profits et bénéfices tant en fer en argent et aultrement, répartis désormais au tiers.
Mines de fer et sidérurgie s'élèvent à un haut niveau de développement au milieu du XVIe siècle avec la construction de hauts fourneaux « modernes », dans la mesure où ils pouvaient durer plusieurs années avec leurs composants céramiques, ainsi que couler la fonte en gueuses tout au long de l'année, si le temps le permettait. La conception de nouvelles structures plus solides et plus rentables a été introduite à Grandfontaine par le châtelain Thierry Buron de Varennes-en-Argonne, lieu d'expansion de la sidérurgie ardennaise. Il s'agit donc d'un transfert de technologie plaçant les forges des comtes souverains de Salm, à savoir le comte Jean IX de Salm et le rhingrave de Dhaun, à la tête de la sidérurgie lorraine. Les surfaces de bois destinées aux services des mines avoisinent 12355 arpents, soit entre 50 et 60 ha. Sous l'Ancien Régime, il fallait globalement 1800 kg de charbon de bois pour fabriquer 500 kg de fer forgé. Mais il faut prendre en compte que le charbon de bois transporté dans les bannes distinguent diverses qualités : certains charbons fins, de haute qualité, produit à base de hêtre et autres essences choisies, sont spécifiques à la réduction de l'oxyde de fer, d'autres admissibles pour l'affinage. Il arrive qu'un maître de haut-fourneau refuse une ou plusieurs bannes, non conforme à la qualité demandée, notamment de masse spécifique et de pouvoir d'adsorption, à la façon d'un boulanger-pâtissier d'aujourd'hui renvoyant une livraison de farine jugée de trop faible qualité. Les charbonniers spécialisés travaillant pour Framont ne sont point des simples producteurs de charbon pour chauffage commun ou braseros.
Mines et forges, souvent animées par des maîtres techniciens formés dans les grands centres germaniques de Saxe, de l'Erzgebirge, du Tyrol etc. fournissent de l'emploi permanent et saisonnier. Les métiers, exigeants, rigoureusement ordonnés et parfois de haute technicité, diversement reconnus ou rémunérés, peuvent être pléthoriques: 
- Dans les stolles ou galeries souterraines, après le laborieux et lent travail des piqueurs à la pioche, au burin et marteaux pour trouver ou approcher la veine ancienne ou neuve, les décombreurs, munis de râcloirs et portant une auge en osier ou en bois, déblaient le chemin ou couloir d'accès et l'éclairent au besoin avec une lampe à tige à suif. Les étayeurs ou charpentiers de mines interviennent pour boiser en endroits friables ou assurer un soutènement protecteur, au besoin avec des échelles. Les ouvriers de marteaulx détachent le minerai ou mynes des filons. Les modestes tireurs d'eau remontent les cuveaux remplis de l'eau d'infiltration collectées, alors que les honorables tireurs de mynes remontent les cuveaux de minerai brut, à l'aide de treuil, wagon ou petit chariot. Ils sont parfois aidé par des pousseurs de petits chariots ou Hundschrieber, sur un réseau de rails en bois installé à hauteur des boyaux. L'eau est parfois évacuée par gravité grâce à un réseau d'exhaure, nécessitant de couteux travaux.
- Sur le carreau ou à la tête ou surface de minière, les rompeurs de grosse myne sont d'habiles casseurs de minerais, les schaideurs ou trieurs de minerai récupèrent ce qui a de la valeur et rejettent pierres indésirables et autres stériles sur les haldes voisines. Les pilleurs ou pileurs s'occupent du pilage et broyage du minerai choisi, sous l'œil vigilant des passeurs qui surveillent le concassage au bocard hydraulique ainsi que le tamisage. Surviennent les laveurs de mynes, sous la vigilance des sasseurs qui surveillent les sas de rigoles où le minerai est relavé. L'omniprésence notable de surveillants est un indice du travail féminin pour ces tâches minutieuses de tri ou de lavage : placées à l'entrée de la mine, les cloweresses trient le minerai à la main et le lavent au cuveau passoire[85].
- Le transport du minerai vers le haut-fourneau est assuré, sous la vigilance des livreurs, par les charreurs en chariot ou char à quatre roues, par les charretiers en charrette à deux grandes roues ; Lors des grands convois, qui s'estiment en grand nombre de cuveaux, ces derniers rapportent du magasin vers le carreau, le matériel d'extraction et de l'équipement, ainsi que des planches et étais fabriqués par les charpentiers.
- Chaque groupe d'activité est placé sous la direction de maistres des compaignons, véritables surveillants, les huttmanns ou contremaîtres, les seuls chefs autorisés à porter une hache symbole d'autorité[86]. Les forgerons associés au front de taille fabriquent, réparent, aiguisent marteaux, burins, pointerolles etc. Le magasin est l'antre des magasiniers qui, à l'aide d'une taille à encoches, comptabilisent les entrées et sorties de marchandises, par exemple le bois pour les étais, le fer pour les forgerons, le suif pour l'éclairage, les cuirs pour les souflets et les tabliers de mineurs. Les magasiniers, diligentés par le hutman, n'hésitent à gagner pour des vérifications les lieux d'activité. En amont de la production, se trouve le vestigateur et sercheur de myne, acteur de la prospection minière[87].
- Le haut-fourneau et la grande forge sont deux installations distinctes : dans la première, si possible proche des minières, le charbon de bois et le minerai fin est réceptionné, stocké sous des halles qui les protègent des intempéries, puis, après entretien et éventuelle réparation du haut-fourneau par un maître maçon, une charge par alternance de couches est entreprise par les chargeurs de fourneau. L'allumage des fondeurs provoque une lente fusion réductrice, qui permet l'obtention d'une coulée de fonte, maîtrisée par les mouleurs. La grande forge, employant de multiples forgerons spécialisés, transforme la fonte en fer par un martelage décarbonant, pour obtenir du fer fondu en chenses ou du fer forgé.

Il est facile de reconnaître par l'habit et les insignes les vrais mineurs des simples manœuvres saisonniers ou intermittents. Les tireurs de myne, au bas de l'échelle minière, portent des habits solides, une veste épaisse à capuche très longue, tombante en pointe à la façon des couvre-chef ou bonnet pointu des nains représentés dans les contes, et des tabliers de cuir plus ou moins longs, fixés à la taille, protecteur dorsal, soit du derrière du corps et des reins et nullement ventral. Ils peuvent être considérés en véritables mineurs chevronnés s'ils portent à la ceinture le couteau de la corporation, logé dans une gaine de cuir. La plupart du temps, les tireurs d'eaue sont des manœuvres soldés à la journée, montrant des habits déchirés, ou des guenilles sales, sans capuche, cuir ou couteau. L'extraction par force humaine reste limitée au fond des stolles et des chocques, il existe de multiples roues hydrauliques à Framont et à Champenay qui actionnent boquarts, marteaux ou martinets, soufflets, forges, platinerie, les archives de gruerie attestant de livraisons de sapins, notamment en mars 1575 et juin 1577, pour des réparations de longues pièces nommées arbres ferrés.
Les forges de Framont et de Fraide Plenne couvrent toujours, par leurs activités principales d'extraction et de transformation, les deux bans de Plaine et de Salm. En 1570, l'admodiateur des forges qui se nomme Zacharius Friedrich, demeure à Champenay sous le nom Zacharie de la Forge, avec son parent Léonard de la Forge. Le rôle d'imposition de 1589 mentionne à Saulxures Claudon de la Myne, Hanzo de la Myne, François Mineur, Jean mineur et à Plaine, Dieudonné le mineur. Les personnes citées sont assurément des spécialistes bien formés, car l'organisation du ban favorise l'entrepreneur de forges, représentant des seigneurs, qui fait appel aux corvées locales, en les dirigeant avec les chefs de communauté paysanne, pour améliorer routes et chemins notamment par des charrois de pierre et de terre, curer ou débourber biefs et ruisseaux, restaurer ou construire des équipements ou bâtiments nécessaires sous l'égide de maître charpentier ou de maçon. La population semble accepter de bonne grâce ces réquisitions forcées de la part des maîtres responsables de mines, de fourneaux, de moulins ou de forge, dans la mesure où la prospérité de leurs entreprises appelle en retour une main d'œuvre durable ou saisonnière, cette fois-ci, bien rémunérée.
La production des fondeurs aux Hauts Fourneaux de Grandfontaine dépasse largement celle de Champenay, au point que les mineurs de Champenay, ne trouvant pas d'usage local, livrent 58 chars de minerais, entre mars 1575 et juin 1577, parmi les 1103 chars acceptés. L'essentiel de l'activité se situe déjà à Framont et Grandfontaine. Fonderies, forges et platineries de Framont fabriquent déjà des produits phares en temps de paix : des grandes pièces en fonte, en fer ou des ferronneries massives marquées d'emblèmes ou d'écussons de nobles maisons, ou encore diverses taques de cheminée en fonte noire, comportant images gravées et  descriptions, commentées par des citations et inscriptions en allemand, en grande partie extraites de la Bible de Luther ainsi que les moules spécifiques permettant à d'autres fondeurs de reproduire ces produits recherchés : taques, plaques ou tables gravées, grandes enseignes, larges supports en tôle etc..

#### Sidérurgie duXVIIesiècleau début de la période contemporaine
Les clauses relatives au partage de 1598, concernant les forges et mines de Framont, Grandfontaine et Champenay, sont dénoncées en 1620 d'un commun accord. Les investissements privés prévus pour garantir l'équilibre des droits seigneuriaux sur les deux lots n'ont pas été conduits à terme, les forges, et les installations afférentes halles, loges, logettes, Renarderies, Marchanderies, bâtiments, usines et moulins etc. reviennent au statut commun en 1621. Les deux seigneurs, le duc de Lorraine et le rhingrave Philippe-Othon concluent un bail de neuf ans, le 1er janvier 1622, avec un unique fermier ou admodiateur reconnu, le sieur Pourchasseau.
Ce climat de prospérité exceptionnel du siècle précédent ainsi que le monopole des Salm pour la production du fer semblent en partie perdus lors des destructions apportées par la guerre de Trente Ans (1618-1648) et des troubles et occupations françaises qui durent tout au long du XVIIe siècle. À la suite du bilan officiel des forges et mines dressé en 1661, l'activité de Framont et Grandfontaine est, après investissement conséquent, rétablie alors que forges ruinées, minières ennoyées et fourneaux effondrés des environs de Champenay sont définitivement laissés à l'abandon ou à la friche. Le 25 mai 1663, les lourdes platines de fer de Champenay, mises aux enchères, sont vendues à Nicolas Richard du Mont.
La famille Mus, père et fils, investit continûment au pays de Salm et marque ainsi l'histoire de ses mines et forges, alors en complète désolation. Basile Mus, baptisé à Mons, paroisse saint Germain, en 1615, entre au service de la cour de Lorraine à Nancy. Il épouse à Badonviller le 11 octobre 1645 Marguerite Masson, veuve d'un grand officier du comté de Salm, Jacob Brazi, ce qui explique son intérêt pour cette terre forestière marginale. L'entrepreneur nancéien afferme en 1656 les forges de Framont, et en 1659, devient admodiateur du domaine du comté de Salm. Un commis logeant au comté gère ses affaires locales, étendues à de multiples fermages, mais Mus est contraint de payer plus de 500 F taxes et impôts aux troupes en quartier d'hiver, tout en étant entravé dans son commerce de fers. Fin 1659, la gestion déficitaire motive une demande d'indemnités. Au delà des écrits juridiques et des rappels virtuels de droits seigneuriaux, les rapports techniques attestent en 1660 l'état d'abandon catastrophique de la plupart des installations, et l'impuissance des communautés relictuelles de mineurs et de forgerons, à l'instar de l'insignifiance du fermier des mines et forges de Framont et Champenay. Les minières délaissées pendant deux décennies sont remplies d'eau, à plus de 14 ou 15 toises de profondeur. Les chocques en forme de puits quarrés, estançonnés de bois peuvent même atteindre trente toises de haut, et offrent de redoutables dangers de chûtes. Dominique Raville, maître des eaux et forêts du comté de Salm, apostrophe un mineur sur cet inconvénient généralisé d'ennoiement, et l'homme de l'art dans son franc parler de lui répondre par geste qu'à partir d'un certain niveau d'eau, la poursuite de l'extraction est sans espoir.
Rares sont les investisseurs lorrains au sortir de la Guerre de Trente Ans, et Basile Mus, qui sait se faire apprécier du duc de Lorraine, Charles IV, reprend un bail de cinq pour les forges, mais obtient l'érection de sa maison et de sa terre de Bénaville, acquise à vil prix, en fief noble, ce qui l'exempte définitivement des impositions communes. En 1666, les autorités lorraines, méfiantes envers ce personnage connu pour tirer profit mercantile de toute position, organisent une visite des menues installations limitées à un seul fourneau, et, après enquête détaillée de la chambre des comptes, le reconduisent dans sa fonction, ne trouvant aucun moyen de le remplacer et devant constater une gestion et un recrutement de qualité venu du monde germanique. L'habile Basile Mus comprend après 1670 que l'influence militaire française prévaut sur l'état lorrain, certes hégémonique au pays de Salm depuis vingt ans. Il se rallie sans état d'âme à l'autorité des troupes occupantes du Roi Très Chrétien, signant un bail avec la ferme générale Désormais, les officiers de la principauté de Salm le détestent et lui infligent maints procès. Pourtant, le 1er septembre 1688, il signe encore un bail de cinq ans, qu'il abandonne, déjà malade, en 1691. Il décède à Bénaville en 1693, et l'église paroissiale de Plaine conserve son corps sous les dalles du mur nord de la tribune.
Rien ne destinait a priori le jeune Basile à s'installer tardivement à Bénaville au ban de Plaine, de même que son fils Georges, né à Nancy le 9 juillet 1646, dont le parrain n'est autre que le vieux peintre Georges de la Tour, à reprendre au soir de sa vie l'admodiation des forges et poursuivre les mêmes affaires tumultueuses que son père. Artiste-musicien selon le vœu de sa mère et néanmoins homme d'affaires avisé, le jeune Georges Mus remporte en 1667 les enchères du han des ménétriers du comté de Salm, un bail pour la collecte des droits d'exercices sur trois ans pour trois francs six gros payable à chaque saint Martin d'hiver. Il devient par son mariage avec Anne Colin un bon bourgeois de Schirmeck, et vend avec profit sa part de propriété ou fief à Bénaville. Comme son père habile germanophone, faisant confiance aux hommes de l'art, s'est fait apprécier des mineurs et forgerons bien après sa disparition, il devient fermier de Framont en 1703. Le vieil homme y meurt dans sa maison de maître le 24 octobre 1714, laissant sa place de fermier à Pierre Launay.
En 1696, la visite du savant bénédictin rémois, Thierry Ruinart permet néanmoins de dresser un bilan du redressement des installations sidérurgiques et de l'activité des mines de fer.
Restitution de l'état des forges en 1666 et en 1796
| 1666                                                    | 1796                                        |
| ------------------------------------------------------- | ------------------------------------------- |
| 1 haut fourneau                                         | 2 hauts fourneaux                           |
| 1 atelier de fonderie                                   | 1 atelier de fonderie                       |
| 1 forge (1 gros marteau)                                | 1 fenderie avec 1 four à réverbère          |
| 1 platinerie (1 marteau, 1 feu)                         | 1 forge basse - renardière                  |
| 1 renardière (hors service)                             | 1 forge haute (1 marteau, 1 feu d'affinage) |
| 2 feux de maréchalerie                                  | 1 renardière (1 marteau, 2 feux)            |
| 1 bocard                                                | 1 martinet (1 marteau, 1 feu)               |
| 3 halles à charbon                                      | 1 platinerie (2 à 3 marteaux, 1 chaufferie) |
| Plusieurs logements pour les fondeurs et les marteleurs | 1 maréchalerie                              |
|                                                         | 1 charronnerie                              |
|                                                         | 1 scierie                                   |

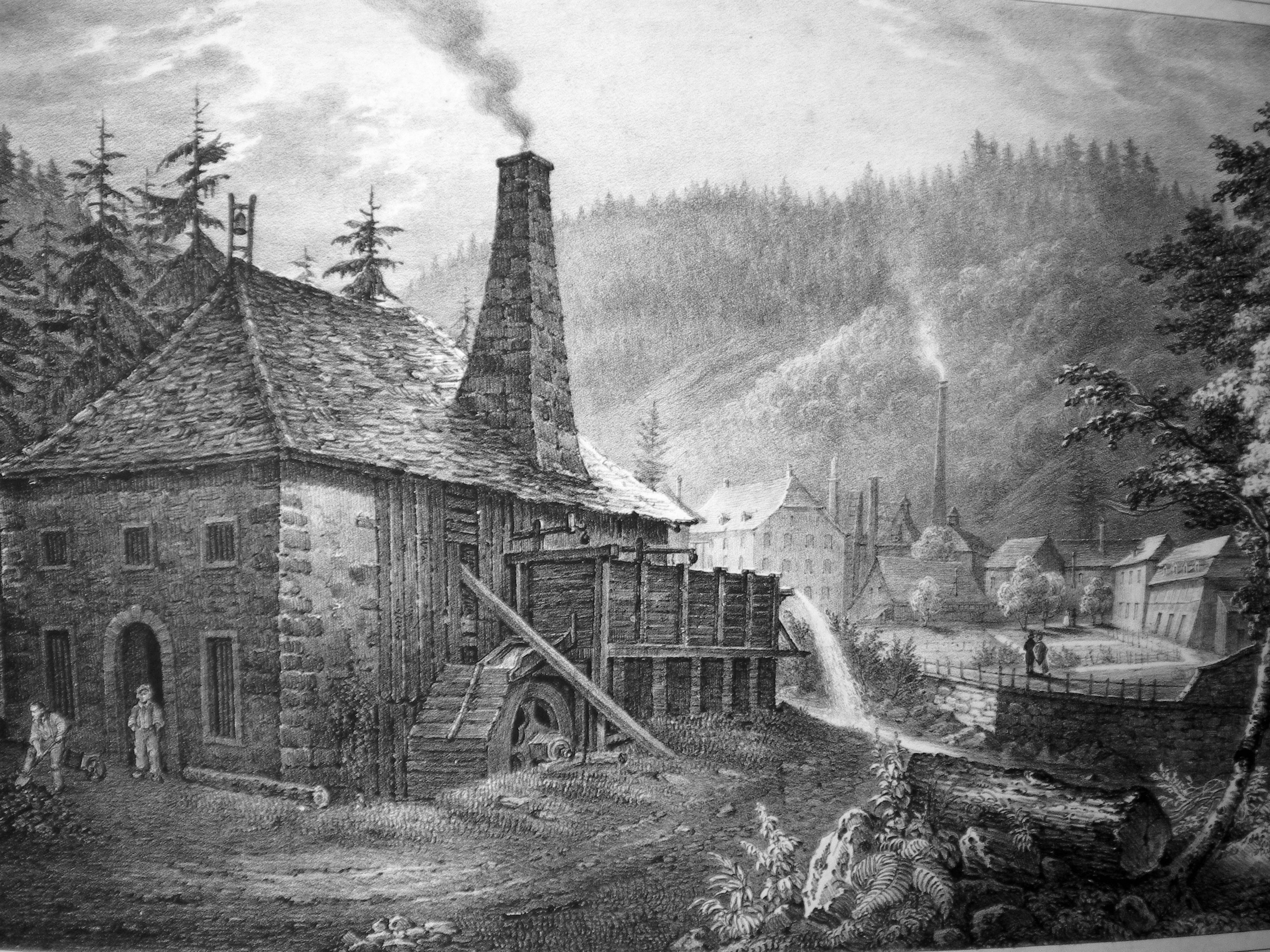
Les forges de Framont.

La reprise économique n'intervient qu'après les interventions militaires françaises et les multiples guerres, en particulier la disparition de Louis XIV en 1715 ouvre une longue période de paix entre Alsace et Lorraine. Pierre Launay, le fermier maître des forges de 1714, année du décès de Georges Mus, à 1753, accroît la réputation des Forges de Framont et ne tarde pas à reconquérir le marché, si bien que c’est à elles seules que s’adresse dès 1720 Léopold, duc de Lorraine à l’occasion de la construction de son château de Lunéville. En 1720, peut-être en lien avec ce privilège, aurait éclaté une rivalité minière entre Rothau-Wildersbach et Framont.
Pierre Launay, fermier desdites forges, critiqué, jalousé et vilipendé, devait céder la place en 1723, mais il parvient à se maintenir inopinément. Il reste ainsi le constructeur de la grande forge basse, ou grande forge du bas avec sa halle à charbon, et de son étang triangulaire ou retenue d'eau pour sa force motrice, sous la colline de la Basse Madeleine, aménagé avec son mur en pierre de taille en 1732. L'entretien et surtout la construction de forges, usines et réservoirs d'eau nécessitent des matériaux de carrière, et l'abbé Dom Calmet, commentateur tardif, indique avec regret que les vestiges antiques des murailles des hauteurs du Donon, avec ses pierres taillés, hautes à l'origine de 4 à 5 pieds, ont servi de carrière aux constructeurs des installations, en particulier des murs de cet étang de la forge basse. Le transport du minerai préalablement extrait dans des sites montueux aurait exigé vers 1780 parfois par journée de transport 20 à 30 attelages, soit autant de paires de bœufs, à défaut de mulets ou de chevaux plus coûteux.
En 1757, une belle machinerie, avec sur le bas une roue de 35 pieds de hauteur, roule par les eaux vigoureuses de la source de Grandfontaine, plus tard décrite par Fachot l'Aîné. Faisant jouer une manivelle qui conduit à double engin des perches sur la longueur de 650 pieds, elle a permis le sauvetage de la première mine rouge de Granfontaine, à un quart de lieu du village, soumise à ennoyage régulier. Jusqu'au sommet de la montagne, des pompes extraient les eaux stagnantes jusqu'à 196 pieds de profondeur. Il semble que ce soit un semblable dispositif, probablement amélioré, qui est décrit par les experts Febvrel et Colombier en visite en 1796, avant le rachat des forges nationales par son directeur Champy. Le grand rouage servant à pomper, en deux installations séparées, les eaux de la mine rouge, enfoncée par des puits de 130 pieds et ouverte par des galeries jusqu'à 60 pieds. Le dispositif est alors complété par deux installations d'élévation successives de 24 pieds, par trois pompes à bras chacune, vers deux réservoirs étagés. Un canal creusé dans la terre évacue alors l'eau du second réservoir du haut, vingt toises au-dessus des premiers rouages.
Une longue prospérité de l'exploitation sidérurgique s'installe pendant tout le XVIIIe siècle, que contribue à accroître Joseph Bastien un des fermiers des forges, ancien maître d'hôtel du roi Stanislas, duc de Lorraine, nommé en février 1771 ainsi que, dès 1778, les frères Bernard et Marc-Antoine Chouard, puissants financiers originaires de Vitteaux en Bourgogne (Côte-d'Or) et déjà installés en Alsace. C'est dans un contexte d'affaires extrêmement favorable que s'illustre en cette fin de XVIIIe siècle le deuxième grand personnage dont le nom, devenu quasi légendaire dans la vallée, est indissociable des forges de Framont : Louis Champy, né également à Vitteaux en 1763, neveu des frères Chouard, d'abord simple commis à leur service, devient le gendre ambitieux de Bernard en épousant sa fille aînée, Éléonore.
Par bail du 27 octobre 1785, les forges de Framont et Grandfontaine sont affermées à Claude Antoine Chouard et Louis Champy. Louis, ami du prince Constantin, évince sans état d'âme ses parents Chouard, devenant unique fermier entre 1786 et 1792. Il traverse la période de la Révolution française avec l'annexion en mars 1793 de la principauté de Salm-Salm à la France, en poursuivant l'œuvre de ses prédécesseurs, devenant ainsi fermier dirigeant des Forges nationales de Framont, puis propriétaire des Forges de Framont en 1796, puis de celles de Rothau au Ban de la Roche en Prairial an VII ou 1799. Cette opération économique, particulièrement favorable incluant les concessions minières afférentes, fait accéder Louis Champy, décédé à Strasbourg en 1831, à la bourgeoisie du fer, en rejoignant en Alsace les dynasties d'industriels les plus fortunés dont les Dietrich et les d'Anthès.
Avant 1793, l'abbaye de Senones recevait annuellement deux milliers de fers, sous forme de barres marquées et normées à poids identiques, alors que le prince de Salm, en plus du bail fermier, en recevait trois mille. La République, captant cet ancien pouvoir seigneurial, n'exige que la valeur monnayée de ce lot global de fer, et impose l'armée française présente en Alsace comme principal client. Sous la Révolution, l'extraction et le transport d'un cuveau, soit entre 180 et 210 kg, de minerai avoisineraient respectivement 3 livres et 6 sous. Les équipes de mineurs qui alimentent les deux hauts fourneaux sont autonomes et solidaires au niveau du salaire : le Vorveser ou contremaître mineur touche 14 livres pour une tonne de minerai extraite, triée et calibrée. Le bois de chauffe est acquis trois livres la corde. La corde ou pile de bois est une mesure qui caractérise le volume d'un tas empilé de rondins, élevé par les boquillons ou bûcherons, nommé "rolle" par les flotteurs. Le rondin, nommé bûche en français, mesure trois pieds et demi de long, la corde a une face de 8 pieds de couche sur 4 pieds de haut. En 1790, la production globale de fonte avoisine 16000 quintaux, et une fraction de celle-ci permet de fabriquer 9000 quintaux de fer de première qualité, qui fait la réputation de Framont. Le fer en barre produit par les cinq feux de forge atteint 30 F le quintal. Au début de la Révolution, mines et forges donnent ainsi du travail à 1100 ouvriers, dont 400 à l'intérieur des bâtiments, forges et affineries.

#### XIXesiècle: ultime essor sidérurgique et déclin
Le sous-préfet de Saint-Dié, Bizot, ne se fait pas de soucis le 31 août 1800 pour les "forges considérables" de Framont appartenant au citoyen Champy, avec celles voisines de Rothau. Alimentées par deux hauts fourneaux, elles exploitent les ressources des montagnes forestières avoisinantes, ainsi que diverses mines en roches qui, selon les dires du sous-préfet, paraissent inépuisables. Même si la métallurgie contribue indéniablement à la cherté récente des bois, les forges sont pour Grandfontaine et ses abords pourvoyeuses d'emplois pour la grande majorité des habitants : extraction minière, coupes de bois, fabrication et voiturage du charbon de bois, transports et conduite des minerais (mines), mais aussi des fontes coulées (gueuses) ou des fers ou pièces fabriquées. La prospérité de la métallurgie de la montagne vosgienne, en particulier concernant le district puis l'arrondissement de Saint-Dié, pendant la période révolutionnaire, le Consulat et l'Empire est indéniable. Les forges de Framont possèdent deux hauts fourneaux, cinq feux d'affinerie répartis en trois forges, deux martinets, une fonderie et une platinerie, convertie en tôlerie. Le travail permanent de 800 ouvriers métallurgistes produisent bon an mal an 21 000 quintaux de fonte, dont une partie est transformée en 14 000 quintaux de fers de première qualité, dont un tiers en verge, tôle ou cercle. Les forges de Rothau restent plus modestes, avec 300 ouvriers, un haut fourneau, trois feux d'affineries, un martinet pour produire néanmoins 8000 quintaux de fer. Du point de vue de la fabrication commerciale, après 1796, la fonte coulée ou mise en forme ne représenterait annuellement que 160 tonnes, mais le fer en barres 1000 tonnes et les tôles 800 tonnes.
La statistique du département des Vosges de l'an X mentionne ces grandes forges de Framont, employant 900 ouvriers permanents et 2000 ouvriers ou employés temporaires. En 1803, la gueuse ou fonte est livrée aux forges de Rothau et à la forge du Valdange. L'annexion de la principauté de Salm-Salm par la France a progressivement transformé l'entreprise des mines et forges, d'abord nationale puis passée en possession privative des Champy. Autrefois voisines, mais en dehors du ban d'exploitation réservé et aussi du comté de Salm, les ressources minières désormais accessibles de Solbach, Saales et Ranrupt ont été prospectées. L'entreprise minière des  forges de Framont de 1811 à 1817 extrait un excellent minerai de fer de Fraisegoutte, petit vallon au sud-ouest de Saâles, l'entrepose après lavage et séchage d'abord sous des halles, à côtés de deux grandes haldes, et le conduit par convoi vers la fonderie à Rothau.
Les gisements de minerai de fer ont été exploités activement à l'époque moderne, comme le révèle l'archéologie minière, à la fois par des stolles ou galeries de diverses déclivité, et par des chocques, puits miniers ou ouvertures verticales à ciel ouvert, les deux systèmes pouvant former un réseau de circulation. Mais les filons exploitables apparaissent souvent en couches peu épaisses, au long de bandes de multiples espèces minérales à base de sulfures, communément et improprement dénommées pyrites. Une génération de mineurs au début du XIXe siècle a suivi la grand filon accessible de Granfontaine. La suivante doit creuser une galerie en-dessous du minerai de l'ancienne galerie. En 1811, quatre puits et onze galeries minières, sensibles aux infiltrations d'eaux, restent en activité, ce qui permet d'extraire de Framont 10789 quintaux de minerais de fer, et de produire in situ seulement 3400 quintaux de fonte. Il est facile de constater des variations significatives de production sidérurgique, causées par la qualité et la quantité de minerais extraits. En 1818, la mine de Grandfontaine est sujette à des infiltrations d'eau massive, causant un affaissement progressif, et nécessitant de lourds travaux de pompage et d'aménagement. L'investissement minier, lourd et au rendement aléatoire, est crucial pour assurer une production locale. En 1828, l'activité d'extraction emploie 70 ouvriers mineurs payés à la journée 1,5 F.
Pourtant cette relative prospérité des forges de Framont-Rothau s'effondre pendant la courte direction de Bernard-Louis Champy, de 1827 à 1834. Ce patron, endetté et de plus en plus dépendant des banques, transforme la vallée en jardin paysager et se fait construire un palais avec la plus value. Il rétablit en 1829 les caisses de secours et de solidarités, autrefois constitutives des corporations des mineurs et forgerons, y adjoignant la fonction des retraites. Mais le moindre voyageur s'aperçoit en 1830 que les maîtres forgerons et autres ouvriers ou mineurs spécialisés de Framont sont faiblement rémunérés, et ne reste que par un attachement communautaire d'Ancien Régime qui s'effiloche de jour en jour. D'un point de vue technique, la houille ou charbon minéral est un moyen de chauffage de moins en moins onéreux, concurrençant le bois alors que les procédés métallurgiques à base de houille et non de charbon de bois s'imposent dans les productions de fer bas de gamme. Ces deux aspects nécessitent des améliorations conséquentes des transports, par le ferroviaire, alors que le site industriel, déjà éclaté en deux hauts fourneaux, un bocard à crasses, quatre feux d'affinerie pour le fer, trois feux, respectivement de martinet pour le fer, et de chaufferie pour le fer et la tôle, trois cylindres dégrossisseurs et finisseurs pour le fer, deux cylindres à la fois de fenderie et pour la tôle, est difficile d'accès et que commence des difficultés croissantes à se fournir en charbon de bois, en hausse de prix constante due à une forte demande urbaine. D'autre part, le savoir-faire et la solidarité communautaire d'autrefois parvenaient à un rythme, certes moins soutenu, à remédier à l'appauvrissement des filons par des découvertes et à améliorer par de savants mélanges la qualité aléatoire du fer produit. En 1834 est décidée la première fondation d'une compagnie des Forges de Framont sous statut de société anonyme, qui entérine l'éviction du fils Champy. 
Ultérieurement, une société anonyme pour l'exploitation des mines, forges et usines de Framont est fondée et entérinée le 29 juin 1837 avec un capital action de 1 million de Francs. Son directeur Schraeder demeurant à Grandfontaine s'empresse de faire la demande d'un titre régulier pour la concession des mines de fer en quatre secteurs indépendants, demande qui est rédigée par l'ingénieur des mines, Édouard de Billy, responsable de l'arrondissement minier de Strasbourg, publiée le 14 septembre 1838 à Epinal et soumise à affichage pendant quatre mois, publication et approbation dans les communes et chefs-lieux concernés. Quatre parties indépendantes les unes des autres se distinguent : la "concession de Framont" couvrant 16 km carré, 25 ha et 87 ares, et sa voisine et plus modeste la "concession de l'Evêché" couvrant 3 km carré, 27 ha et 73 ares, la concession de la Rothaine couvrant au voisinage de Rothau 6 km carré, 77 ares et 5 ares et enfin la petite concession du Bannwald englobant 8 ha 63 ares principalement dans la forêt communale de Grendelbruch. La vaste concession de Framont esquisse la forme d'un grossier pentagone irrégulier, entre une ligne brisée de 5781 m au nord-ouest reliant la ferme entre les deux Donons, la pyramide du signal du Donon, à la cense du Haut-Donon et à la pierre borne au sommet de la Corbeille jusqu'au bas du Prayé, suivi à l'ouest par une ligne droite de 3284 m entre l'intersection atteinte des deux chemins du Prayé et les ruines du château de Salm-Salm, au sud par une ligne droite de 2905 m entre les ruines dudit château et la ferme de Pierre Charlier, au sud-est par une trait de 1437 m joignant ladite ferme au pont du ruisseau de Framont, en face de la belle demeure de M. Champy et à l'est par le ruisseau de Framont sur 4394 m du Pont du Château à la gorge du Marteau, avant de rejoindre la ferme entre les Deux Donons.    
Bernard-Louis Champy avait présenté à l'exposition publique de 1833 un tambour tourné pour filature en fonte de première fusion, et des énormes feuilles de tôles de grande qualité, remarquablement trempées selon le savoir-faire framontois, et reçu en 1834 une médaille de bronze différée. La compagnie des Forges de Framont, bien peu innovante, récidive une présentation de pièces semblables en 1839, mais avec des productions sensiblement plus grandes. Les aléas de la direction des forges devraient être étrangères au travail de longue haleine, utilisant le vieux savoir-faire des équipes de mineurs, caractérisées par leur persévérance et obstination. Charles Charton, dans sa statistique du canton de Schirmeck, parue en 1838 dans l'Annuaire des Vosges, vante encore les plus riches et les plus célèbres mines de fer du département. Il écrit :"Depuis près de quinze ans, on travaille à établir une galerie souterraine pour communiquer de Terlingoutte, hameau de Grandfontaine à la mine jaune. Par cette galerie, on ferait arriver à peu de frais le minerai jusqu'à Grandfontaine et au Haut-Fourneau". En 1836, le haut-fourneau est desservi par des roues hydrauliques actionnant deux soufflets anciens, ainsi qu'une mécanique pour élever minerais et charbons en haut du fourneau. Plus de 700 ouvriers sont constamment occupés sur le site sidérurgique en 1838, qui comprend deux hauts-fourneaux, quatre feux de forges, avec un équipement récent d'un laminoir, un martinet et un clouteur mécanique et qui produirait, selon l'Annuaire des Vosges, 6000 quintaux de tôle ou fer laminé, 800 quintaux de barre de fer, 700 quintaux de pièces diverses forgées au martinet et 120 quintaux de clous. En 1837, l'essentiel de la production de qualité est encore exportée : "La fonte est expédiée aux fabriques voisines : les fers s'écoulent dans les départements limitrophes. Les tôles qui conviennent parfaitement à la fabrication des chaudières à vapeur, sont envoyées à Paris, Lyon, dans le Nord ou en Alsace, et les clous à Lyon et dans le midi."
La déroute financière des deux forges de Framont et de Rothau, avec la société anonyme pour l'exploitation des mines, forges et usines de Framont, fondée en 1837 qui finit par déposer son bilan en 1845 en liquidant la caisse de secours et de retraite avec l'aval des autorités, est totale. Les tentatives de diversification en quête de profit immédiat, ont été largement hasardeuses sur le marché du bois du massif du Donon et périlleuses pour la réputation par l'achat et la revente aux particuliers de fers bas de gamme, achetés à moindre coût en Allemagne. Selon Henri Verlot, l'ancienne compagnie des forges de Framont à l'activité réduite ne peut employer en 1847 que 210 ouvriers et mineurs de manière permanente, et si les embauches saisonnières sont comptées, n'atteindrait plus que 400 ouvriers, avec un salaire moyen journalier de 1,5 F. Il existe toujours en 1847 deux hauts fourneaux traitant 6500 mètre cube de minerai et de charbon de bois, mais désormais seulement deux foyers de forges pour six prises de forces hydrauliques, produisant 8720 quintaux de fonte brute et moulée, de fer en barre, soit une valeur de production estimé à 162600 F. Toute la production de l'ancienne compagnie des forges de Framont ne serait placée, selon Henri Verlot, que dans les Vosges et en Alsace proche en 1847. Des lettres du 15 juillet 1844 attestent que la compagnie est en relation avec deux marchands de fer parisiens domiciliés respectivement rue de Charonne et rue du faubourg Saint Martin, qui revendent des "fontes brutes et moulées, des fers de roche battu au bois de grosse et petite forge", ainsi que divers objets de fer pour l'industrie et la quincaillerie, à commencer par des enclumes et des marteaux de diverses tailles. De l'extraction à la production puis à la distribution, la faillite s'est propagée.
Coincée entre l'hostilité des premiers clients traditionnels du monde paysan et l'incapacité de répondre aux grosses commandes des industries nouvelles, la seconde société anonyme, aux statuts autorisés par décret impérial le 5 octobre 1850, voit sa reprise désormais enrayée, ce qui contribue, malgré plusieurs tentatives de réorganisation et une vaine tentative de production d'acide sulfurique ou oléum à partir des pyrites et autres sulfures, à la dissolution de cette société des forges le 7 avril 1863. Les multiples puits remplis d'eau constituent des dangers : image du plongeon des sociétés privées, un mineur maladroit glisse à cause d'un faux-pas et meurt noyé. Notons en ultime sursaut, le 30 juillet 1863, la formation spectrale d'une troisième société nommée "Coulaux, Sütterlin et Cie", qui veut recentrer l'activité sur les forges. Mais les inondations des mines faute d'équipement en 1865 entrainent logiquement la fin des forges en 1866, et une cessation entérinée par les autorités en 1867. Les concessions minières de Framont, jugées peu rentables, déjà abandonnées depuis des années sont réduites en 1869 par Couleux, Sutterlin et Cie. Elles sont finalement vendues, devenant propriété de la maison Lefebvre à Paris en 1870. En 1872, cette dernière société les vend à la Compagnie de Saint-Gobain, Chauny et Cirey, qui lance immédiatement, avec sa filiale allemande, une grande collecte de pyrites et autres dérivés sulfurés. L'an 1872 aurait permis d'en extraire une centaine de tonne, mais les sulfures naturels collectés sont de qualité variable pour l'industrie du soufre, l'extraction reste coûteuse sans compter de multiples frais transport prohibitifs, et l'opération déficitaire ne reste qu'un essai infructueux et sans lendemain.
Il ne reste plus en 1867 à Framont que des ateliers de forages de canon de fusils, qui sont fermés faute de soutien étatique en décembre 1869. La vente par licitation de la manufacture d'armes à feu de Mutzig en six lots, associée à celle des usines et forges de Framont en seize lots, annoncée par les études de maître Doss, avoué à Strasbourg, de maître Keller, notaire à Strasbourg et Maître Cament, notaire à La Broque dans les Vosges, publiées par Le Courrier des Vosges, moniteur du département. La société de grosse quincaillerie de Mutzig-Framont, qui, dans l'Empire allemand, fabrique et commercialise une gamme de moulins à café, perpétue le nom des forges et fonderies qui, autrefois, coulaient des gros canons hollandais ou fabriquaient des essieux pour les premières locomotives à vapeur.

### Époque contemporaine
Framont, domaine réservé du fermier maître de forge avec des habitants sujets libres, ne semble point obtenir de statut parmi les grandes communes crées lors des réformes de la principauté de Salm-Salm en 1790. En revanche, Grandfontaine et ses hameaux, rattachés à La Broque jouissent de nouveaux droits de représentations. Grandfontaine après le rattachement de la principauté de Salm-Salm à la République française le 2 mars 1793, devient une commune du canton de La Broque dans le district de Saint-Dié, département des Vosges. Les assemblées révolutionnaires de La Broque qui animent la vie politique locale font pression pour intégrer à la loi commune l'enclave d'Ancien Régime, longtemps à leurs yeux privilégiée et trop autonome à leur gré, de Framont, mais l'entreprise cruciale des forges obtient le statut de Forges nationales, grâce à ses importantes fournitures militaires, notamment à l'arsenal de Strasbourg, et la restauration d'une partie de ses avantages.
Le moulin banal du fermier de Framont disparaît, transformé en simple moulin à grains commercial, exploité après 1806 par le meunier Boussuge, ancien cocher auvergnat du maître de forges Champy, recruté après avoir servi à la garnison militaire de Strasbourg. Durant les privations et disettes entre 1794 et 1798, le maître de forge Louis Champy, propriétaire des Forges nationales en 1796, retrouve son rôle protecteur d'Ancien Régime et s'efforce de négocier avec les autorités pour approvisionner ses magasins d'alimentation. Mais c'est grâce à leur prosaïque culture de pommes de terre que ses ouvriers n'ont point connu de famines dévastatrices.
La commune de Grandfontaine ou mieux de Framont-Grandfontaine qui apparaît par fusion fait plus que tripler sa population. En l'an XII, y demeurent 1260 habitants. Parmi cette nombreuse population ouvrière, l'ascendance du couple formé par Barthélémy Barondeau (1784-1841) de Framont et Marie-Anne Lacquener (1789-1860) de Grandfontaine donne une idée du brassage des populations associé aux mines et aux forges. Les Lackner, le plus souvent mineurs, sont originaires de Kitzbühel dans le Tyrol du XVIIe siècle, Marie-Anne est la fille d'André Lacquener, natif en 1747 de Framont et un temps voiturier à Luvigny en 1782, et la petite-fille, née du dernier mariage de Georges Lackner, né dans le diocèse Saint-Jean au Tyrol et décédé à Grandfontaine en 1759, avec la déjà veuve Jeanne Berry (1707-1851), fille du charbonnier et ouvrier aux forges de Framont, Guillaume Berry. Le mari de Marie-Anne, Barthélémy est le fils de Jacques Barondeau, voiturier placier aux forges de Framont (né au hameau du Haut-Fourneau en 1747, décédé en 1794 pendant la période de disettes) et de Lucie Camette, fille de Barthélémy Camette, mineur aux forges de Framont, voiturier puis charron, né dans le district minier de La Croix aux Mines en 1715, marié à Anne Miller en 1738 à Vipucelle et décédé à Framont en 1791. Le père de Jacques Barondeau est un voiturier venu de Natzwiller à Framont, qui a épousé la fille du maître forgeron Jacque Jaque, ce dernier marié à Vipucelle et mort à La Broque en 1728, qui est ainsi le grand-père maternel de Jacques Barondeau.

### Restauration et Monarchie de Juillet
La commune étendue alors sur une surface globale de 1973 ha compte 1507 habitants en 1830 et 1623 habitants en 1845. La statistique de 1845 précise l'habitat, avec 265 maisons et 336 ménages et esquisse un tableau communal. Il existe une école commune aux deux sexes accueillant 185 élèves, mais aussi deux autres écoles primaires, une de garçons 58 élèves et une de filles 50 élèves. Les 133 électeurs censitaires élisent 16 conseillers municipaux. La mairie de Grandfontaine se situe à 80 km du chef-lieu du département des Vosges, Épinal, à 49 km du chef-lieu d'arrondissement, Saint-Dié et à 9 km de Schirmeck, chef-lieu de canton et bureau postal par où passent courrier et lettres. Le village de Grandfontaine, et en aval Framont, sont desservis par la belle route départementale n°16 de Rambervillers à Strasbourg qui remontant la vallée de Celles, franchit le col du Donon pour gagner la plaine alsacienne.
Outre la section cadastrale principale de Granfontaine, incluant l'écart de La Scierie, le cadastre compte trois sections communales complémentaires qui décrivent les écarts de Framont, Haut-Fourneau et Les Minières. En 1845, les principales cultures en champs, étendues sur seulement 98 ha principalement en terrasses, concerne le seigle, l'avoine, l'orge et la pomme de terre. Prés et prairies d'irrigation, notamment en fonds de vallées ou de vallons, occupent une superficie à peine moindre, 92 ha. Au voisinage des habitations 9 ha de jardins et de vergers sont enregistrés. Il reste 1694 ha de bois et de forêts, espace accru depuis l'abandon des principales chaumes au cours du siècle. Les fermes habitées se nomment Le Bas Donon, Entre les deux Donons, Grand-Pré, Derlingoutte et La Basse-Madeleine. Notons que les hauteurs du Donon n'appartiennent nullement à cette commune encore industrieuse.
La société anonyme des Forges de Framont fondée en 1834 s'est enlisée, en perdant localement sa réputation de qualité, avant de connaître la faillite en 1845. Elle honore encore quelques contrats militaires ou de génie civil, surveillés pour Strasbourg. L'éboulement du 26 février 1835 à la mine noire, minière de Grandfontaine, fait disparaître à quatre du matin le corps de Jean-Baptiste Fix, 31 ans, mineur de profession, mais cette disparition illustre les conditions de travail et l'absence de considération de la société capitaliste pour son personnel. Son père Pierre Fix, 67 ans, est encore mineur en activité l'année de l'accident. Les équipes doivent se relayer à toutes les heures du jour et de la nuit. Il n'y aura pas d'enterrement pour sa mère Catherine Vacquerenau et sa veuve Marie Schvistener. Quelques recherches à l'initiative de mineurs sont entreprises en vain pour retrouver le corps, et les responsables de l'état civil de Grandfontaine, l'instituteur Jean-Michel Sublon et le maire Jean-Baptiste Latil, gardent l'information en pointillé et ne consigne le décès que le 27 décembre 1835, à dix du matin, pour clore l'année civile.
Pour garder la main d'œuvre dans la petite vallée de Grandfontaine, une politique de diversification précoce, initiée avant 1830, a porté quelques fruits : un tissage de toile de coton, employant 125 ouvriers, produit 90 tonnes de coton par an, habillant la troupe militaire par les réserves de Strasbourg. En 1845, les fourneaux et forges, employant au mieux 250 ouvriers, sortent encore des tôles du laminoir et des "fers", pour répondre aux commandes de l'artillerie (essieux) et de quelques marchands (fer marchand). Les fontes brutes ou gueuses servent à la construction de machines, elles sont encore livrées aux forges de Rothau et de Valdange. L'équipement en service comprend deux hauts fourneaux, un laminoir construit bien avant 1830, sept feux de forge, souvent avec martinet, tour et maréchalerie.
En 1841, la commune de Granfontaine, sur la route du Donon dans le canton de Schirmeck, à 49 km de Saint-Dié, chef-lieu d'arrondissement des Vosges, compte 1623 habitants : elle possède une fabrique de tôle, un tissage hydraulique et une filature de coton selon le dictionnaire Girault de Saint-Fargeau rédigé vers 1844, qui met à part Framont et ses célèbres forges. Le dictionnaire de Girault de Saint-Fargeau, trop bref, passe sous silence le désarroi de la métallurgie industrielle et le puissant déclin démographique en cours sur la commune, mais cite les écarts ou hameaux du Haut-Fourneau et des Minières, ainsi que la poste aux lettres installée à Schirmeck.
Le 1er septembre 1847, le conseil général du département des Vosges examine et accorde, après la direction des contributions directes, une demande en dégrèvement formée par le maire et le conseil municipal de Grandfontaine, concernant la contribution personnelle et mobilière. En une décennie, la population a diminuée fortement, l'émigration a privé la commune des jeunes contribuables actifs, laissant le plus souvent vieillards, infirmes et indigents, réduisant dramatiquement le nombre de cotisants. L'inspection des contributions confirme le dépérissement de l'usine métallurgique de Framont, qui, de 700 à 800 ouvriers employés il y a moins de dix ans, n'en compte plus à ce jour qu'environ 300. Et la population communale de s'amenuiser, passant de 1708 habitants en 1836, 1623 en 1841 à 1343 habitants en 1846, en perdant ses jeunes Hommes valides et ses familles les plus aisées. La valeur des locaux attribués aux indigents est revalorisée, de 628 F en 1841 à 3000 F pour l'année en cours. Le directeur des contributions estime, alors en tenant compte des loyers restant imposables, une diminution du contingent communal acceptable limitée à 160 F.

### IIe république, Second Empire et Belle Époque
Les "parcs et jardins" de Framont, aménagés avec fierté de 1827 à 1833/1834 au temps de l'industriel Bernard-Michel Champy, à l'image de sa vaste résidence, construite jusqu'en 1837, abandonnée vers 1850, en aval à Haymonrupt, commune de La Broque, tombent en déshérence, dans la seconde partie du XIXe siècle. Les environs aménagés de la colline de la Basse Madeleine, près de l'ancienne ferme, restent marqués par l'exploitation minière, avec l'immuable plan d'eau triangulaire, solidement et régulièrement barré, aménagement hydraulique pour l'exploitation de la forge basse en aval du centre de Framont avec les eaux du ruisseau actuel de Framont. Ce lieu de promenade bien connu en 1845 menait à une belle cascade de trois mètres, dont l'eau bouillonnante sur les rochers disparaissait par miracle sous un chemin de rive pour gagner l'étang. Cet endroit a été parfois vite qualifié de curiosité naturelle, après la ruine des bâtiments industriels.
En 1868, la morosité a définitivement gagné la petite vallée : les pertes en valeur du patrimoine immobilier délaissé, déjà considérables, ne cessent de s'accroitre à Grandfontaine, selon Édouard Siebecker. Une maison bien entretenue et modeste avec rez-de-chaussée et premier étage, avec jardins de devant et de derrière, avait été acquise imprudemment 300 F comme villégiature à Framont. Pour la revendre au même prix, et ne plus payer ni taxes ni impôts, le propriétaire ayant changé d'avis en 1868 accepte d'y laisser une armoire lorraine d'une valeur proche de 300 F. Partout, la crise immobilière laisse ainsi les vieilles habitations abandonnées. La manufacture d'armes de Framont n'est qu'une modeste succursale, utilisant certes un grand atelier provisoire qui percent 200 canons de fusils par jour, mais entourée de bâtiments vides. Les cylindres d'acier pleins arrivent par charrois, et les derniers ouvriers précaires du fer s'activent, ajustant les cylindres à percer en continuité de longueur trois par trois. Ce percement régulier par des mèches réclame un grand soin, les canons étant constamment mouillés par une horde de manœuvres avec de l'eau et du savon. Les canons préparés sont ensuite réemballés pour recevoir un montage de bois et devenir fusil militaire hors de Framont.
En descendant le col du Haut-du-Bois, venu de Rambervillers, vers le bassin montagnard de la Meurthe, le professeur spinalien Gérard Gley observe facilement au début de l'année 1870 les hauteurs orientales de l'arrondissement de Saint-Dié, en enfilade du Climont jusqu'aux Hautes Chaumes de Framont (sic), qui s'approchent des ruines du château emblématique du comté de Salm. Lumineuses sous le soleil, ces hauteurs bien dégagées, nettement moins boisées ou fermées qu'aujourd'hui, attiraient le regard lointain des voyageurs. Gérard Gley actualise sa description de Grandfontaine sur le versant oriental du Donon, à cinq kilomètres de Schirmeck, chef-lieu de canton, à 44 km de Saint-Dié, sous-préfecture et à 79 km de la préfecture d'Epinal. Dans une commune de moins de 800 habitants, le village principal nommé Grandfontaine conserve quatre districts ou hameaux : Framont, Haut-Fourneau (sic), Les Minières et Entre-les-deux-Donons. Mis à part quelques activités métallurgiques réduites, le plus souvent associées à la forge rurale et la serrurerie, le voyageur qui connaît autrefois l'importance des forges de Framont mentionne l'atelier résiduel des forges, une fabrique de coton retors, un tissage mécanique et quelques installations pour les mines de marbres et de porphyre voisines sur la commune de Schirmeck Son texte concis indique dans une colline (sic) un étang curieux et une belle cascade, donnant l'impression qu'il ne parcourt pas une contrée sinistrée.

Évolution des frontières départementales depuis 1871.

La commune de Grandfontaine a profité indirectement d'une négociation lors de la cession de l'Alsace-Lorraine en 1871. La France, soucieuse de conserver la place de Belfort et une ligne de chemin de fer à Avricourt dans le département de la Meurthe, a préféré abandonner une partie du pays lorrain de la minette et une grande partie du domaine boisé des communes lorraines de Raon-sur-Plaine et de Raon-lès-Leau. Ces forêts, restées en 1919 sur le territoire alsacien malgré les protestations raonnaises, contribuent depuis à la richesse de la commune.
Notons que, aux abords du Donon et sur la plupart des cols vosgiens, le génie militaire du Reich, appelant par contrats des entreprises civiles allemandes, à la fin de la Première Guerre mondiale en 1918, a mis en place d'impressionnants équipements et voies de transport en retrait de la ligne de front. Des soldats et civils, voire des prisonniers de guerre ont ajouté diverses gravures et initiales sur les roches et autres pierres, et en particulier sur celles de la voie ferrata ou chemin d'Allemagne du Roulé Bacon.
Pendant la Belle Époque, Grandfontaine qui a gommé l'essentiel de son passé sidérurgique apparaît dans les guides de marche ou de voyage d'Alsace Lorraine ou les bulletins de l'ancêtre du Club Vosgien en commune allemande pittoresque, pour amis de la Nature, des environs du massif du Donon, sans quitter une place de choix privilégiée dans la littérature française, en particulier dans les romans populaires d'Erckmann-Chatrian avec "L'Invasion ou Le Fou Yégof", ou les écrits de Prosper Chazel en 1880.

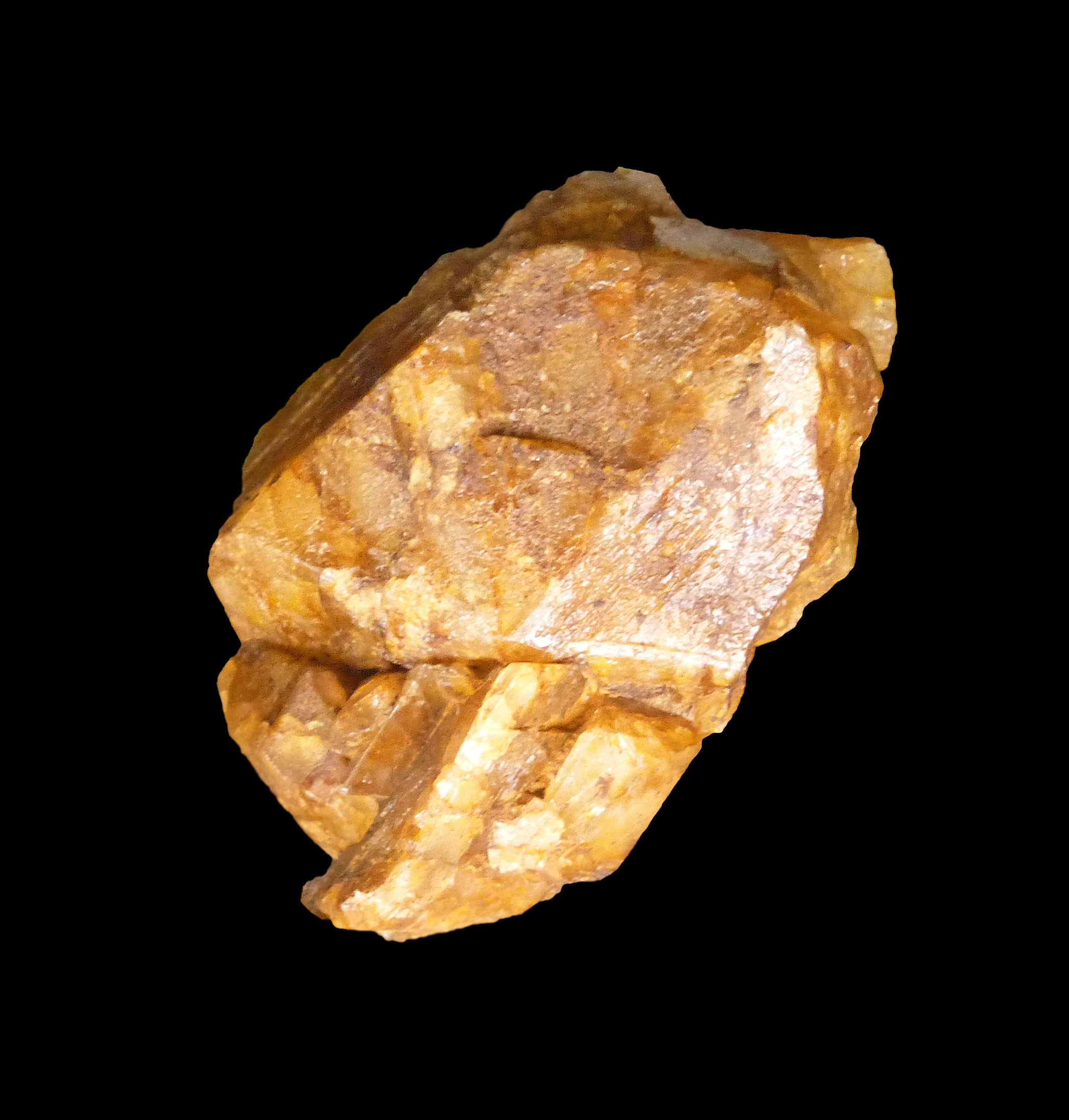
Assemblage de cristaux maclés de phénacite, incrustés de limonite, échantillon de la dernière mine jaune au musée minéralogique de Strasbourg.

Selon l'historien naturaliste universitaire Gustave Bleicher, professeur à l'école de pharmacie de Nancy, la métallurgie moderne a impitoyablement délaissé, et les gisements qui ne peuvent être exploités avec facilité et fournir le minerai, en abondance et à bon marché, et les installations sidérurgiques vétustes, mal desservies et dépourvues de matières premières de qualité. C'est pourquoi les mines de Framont n'ont laissé qu'une modeste trace dans quelques musées d'Alsace et de Lorraine, dans le répertoire de quelques beaux échantillons minéraux, parmi lesquels le "fer oligiste" et la rare phénakite. Toutefois, le passé minier ne laisse pas indifférent malgré l'état de dégradation catastrophiques des vieilles mines éboulées, dont les boisements de soutien sont pourris, rongées par l'eau et dangereux : quelques tentatives d'exploitation de minerais métalliques se poursuivent en vain de 1866 à 1872. Mais le secteur des Minières est restauré dès 1908, avec ses galeries, l'installation de funiculaires et d'un équipement minier moderne pour rechercher différents métaux rares. L'année 1914 voit l'abandon complet des projets miniers, largement soutenus au début du siècle par le IIe Reich.
Du fait du déclin sidérurgique et de la constante perte de vitalité rurale de la montagne vosgienne entrainant un exode important dès le milieu du XIXe siècle, les habitants résiduels ont gardé des contacts de plus en plus espacés avec l'essentiel de leur famille émigrée, bien plus nombreuse. Connaissant parfois un sort meilleur en Amérique, les parents éloignés, connaissant le drame de 1870, n'ont souvent point oublié ceux qui ont gardé la terre ancestrale et avaient financé tout ou partie du long voyage, faisant parvenir divers legs testamentaire ou dons de pièce d'or à la Belle Epoque. Une famille de Grandfontaine a ainsi reçu début 1899 une lettre consulaire avec un mandat d'argent équivalent à 12000 F, correspondant à une part d'héritage d'un cousin décédé dans l'état de l'Ohio.
Dès le début de l'année 1872, les déclarations d'état civil doivent être accomplies sur papier préimprimé en allemand, avec un modeste sous lignage pédagogique en traduction française, prenant en compte une rémanence bilingue, qui résulte d'une demande des responsables romanophones. Les responsables d'état civil successifs, le maire Girolt ou Gerold, le suppléant Barondeau faisant fonction de maire de mars 1882 à août 1882, et enfin le maire Louis sont d'évidence parfaitement bilingues pour représenter leurs administrés, mais comme leurs concitoyens et leurs familles n'ont guère apprécié et les brusqueries violentes et les impositions initiales des autorités prussiennes pangermaniques, ils continuent d'écrire imperturbablement en français. Ainsi le maire Louis ne remplit, au titre d'officier d'état civil, que les documents d'état civil bilingues en français jusqu'au 1er janvier 1892 qui clôt les registres de 1891. Signe d'un climat désormais apaisé ou de relations personnelles plus douces ou moins tendues avec des administrateurs devenus essentiellement alsaciens, les registres encore à sous titrage bilingue de l'année 1892 sont rédigés en allemand. Les préimprimés bilingues disparaissent à la fin de 1893, et l'état civil de Grandfontaine en 1894 est entièrement rédigé en allemand administratif sur papier préimprimé en allemand, y compris avec de larges notes complémentaires du Burgermeister ou maire. Au fil des années, les responsables communaux consentent à germaniser en doublon les prénoms pour l'état civil, à commencer par les leurs.
Le cartographe Wilhelm Schmidt propose en 1899 une ballade de 51,3 km entre Schirmeck et Saarburg. Le chemin de fer permet de franchir à l'ouest les 3 km qui séparent Schirmeck de Wackenbach à 367 m d'altitude. Framont 2 km plus loin à 400 m d'altitude est atteint par le même moyen de locomotion, ainsi que 1 km au delà, Granfontaine, centre de la commune de 687 habitants, à 450 m d'altitude. Prenant à droite après le poste de douane, le voyageur entame une forte ascension de 4 km vers la maison forestière du Donon, à 738 m d'altitude. L'hôtel Velleda à 0,5 km de la frontière française plus à l'ouest, récompense le voyageur pour son accès confortable aux crêtes sommitales vosgiennes : à droite de la chaussée, les deux tilleuls de Moltke ouvre la vue sur Raon-sur-Plaine, là où l'officier général prussien a pu contempler une dernière fois la France. Ensuite le marcheur doit poursuivre vers l'ouest, pour descendre par la vallée de la Sarre rouge et Alberschweiller (sic) à 22,5 km, au risque de prendre de multiples sentiers de retour ou de se perdre, au delà du territoire forestier de Grandfontaine.
Un chemin de fer forestier, construit dans les années 1880, remonte en effet le long du ruisseau de Framont, escaladant des pentes jusqu'à 7 %. Les convois tirés par une petite locomotive remontent facilement à vide, et à la descente, ils sont chargés de bûches et de troncs, voire sur le secteur de Wackenbach, de porphyre broyé pour le revêtement des chaussées à macadam. A hauteur de Framont s'est installée une vaste fabrique de pâte à papier dont les machines en fonctionnement émettent un grondement continu dans la gorge. Puis un espace de prairies s'ouvre au croisement de vallons, et après une dernière usine en contrebas, le rustique village de Grandfontaine s'étale en amphithéâtre, laissant ses maisons se disperser loin et haut vers la montagne aux prés d'un vert doux enchâssés entre les sapins sombres des hauteurs. Les maisons blanches disséminées dans les prés des Minières, que la mémoire locale attribue aux mineurs et forgerons d'autrefois, forment au yeux du marcheur un tableau d'une inexprimable douceur champêtre.
Les usines modernes occupant la vallée, surtout à hauteur et en aval de Framont, à savoir les filatures de coton, la fabrique de couverture et de molleton, et la vaste fabrique de pâte à papier, n'ont jamais compensé la perte des activités sidérurgiques, pourvoyeuses d'emploi bien au-delà de l'ancien site.

## Première Guerre mondiale
La vallée de la Bruche est d'abord investie par les troupes françaises, après la prise du massif du Donon du 13 au 14 août 1914. Mais la contre-offensive allemande, orchestrée depuis la ligne des forts de Mutzig le 20 août, est redoutablement efficace, et, après le 21 août, la montagne vosgienne du piémont occidental du massif du Donon aux hauteurs de Lusse passe irrémédiablement sous le contrôle de l'armée du Reich. Même après leur prudent repli stratégique de septembre 1914, les Allemands occupent encore l'essentiel du Val d'Allarmont, les hauteurs autour de Senones et la haute vallée de la Fave, jusqu'au 11 septembre 1918.
Signalons que les troupes badoises, placés le 20 août 1914 sous le feu nourri des chasseurs à pieds occupant les hauteurs boisés, ont appliqué les mêmes règlements militaires étroits que dans la vallée de Celles. Recherchant la moindre arme pétaradante ou munition abandonnée, ils ont arrêté et exécuté quasiment séance tenante le même jour trois paisibles habitants de Grandfontaine : Herr Emile Naeger, contremaître à la papeterie, l'appariteur Herr Philibert et son fils âgé de quinze ans.
Le 6 mai 1916, un procès d'espionnage est conduit par le tribunal de guerre du gouvernement de Strasbourg. Ce tribunal à composante civile et militaire condamne lourdement l'accusée Anna Nagel, rentière à Michelbrunn (Grandfontaine), pour trahison en temps de guerre. Depuis son lieu d'habitation, l'accusée a communiqué, de novembre 1914 à août 1915, maintes informations stratégiques sur le cours des travaux et passages militaires au Donon à son amie Stéphanie Ribaux, épouse d'un directeur de fabrique à Framont et réfugiée depuis octobre 1914 à Fleurier, canton de Neufchâtel. La rentière accusée a particulièrement décrit avec assiduité, selon les autorités, les ouvrages de fortification et les préparations militaires concernant le secteur du Donon, en empruntant des couvertures soigneusement choisies. Sa correspondante en Suisse, Stéphanie Ribaux, également soupçonnée d'espionnage, a fait parvenir lesdites lettres, cartes et descriptions en France à Clémentine Wetzel, institutrice parisienne. Anna Nagel qui a obstinément nié pendant sa détention provisoire de six mois et durant le procès écope encore de dix ans et un mois de prison ferme, et perd ses droits civiques pendant dix ans.
La guerre de 1914 promue par la Blitzkrieg nach Paris devait être courte. Mais mois et années défilent, et la crainte du Reich encerclé, de manquer de métaux pour aciers spéciaux comme le Mn, voire d'oléum relance la prospection et activité minière, avec réquisition de main d'œuvre féminine locale encadrée par des soldats-mineurs en convalescence, probablement après 1916 et sans grands résultats.
Les stigmates de quelques semaines de guerre concrètes restent impressionnants sur la plus grande commune de la vallée de la Bruche, à commencer dans l'immense domaine forestier où il sera facile de retrouver et l'armement et les corps de soldats oubliés pendant une décennie.

## Entre-deux-guerres
Le dimanche 24 juin 1923, peu avant trois heures de l'après-midi, une foule se presse pour assister à la cérémonie d'inauguration d'une plaque à la mémoire des victimes d'août 1914, encore cachée et apposée devant la mairie avec la devise "Alsaciens, souvenez vous". La voiture amenant 
Henry Borromée, préfet du Bas-Rhin et de Maurice Schaeffer, président de l'association des proscrits d'Alsace, arrive à trois heures, saluée par une Marseillaise jouée par la clique des pompiers de Grandfontaine renforcée par l'Harmonie de Baerenthal, associée à l'ultime activité des forges. Les parents des trois victimes, appartenant aux familles Naeger et Philibert, attendent d'être présenté aux personnalités, ils sont placés au-devant d'un parterre de notables alsaciens, où se remarquent le général Gabriel Alexandre Paquette, le général Léon Zeller, commandant la garnison de Strasbourg, le colonel Dangelser d'Andlau, le commandant Hurst du commissariat général, le doyen Robert Beudant de la faculté de droit de Strasbourg, M. Degand avocat à Strasbourg en compagnie du conseil municipal au grand complet. Une foule d'habitants endimanchés des vallées vosgiennes, du Bas-Rhin ou des Vosges, est présente à la cérémonie patriotique. Une fillette offre un bouquet de fleurs au préfet et récite avec application un compliment. Le maire de Grandfontaine, M. Raffold, accueille les autorités, remerciant l'association des proscrits d'avoir offert la plaque commémorative. La plaque est inaugurée à quatre heures de l'après-midi. Maurice Schaeffer prononce un discours émouvant qui rappelle la mort héroïque de trois grands Français, Emile Naeger, le père et le fils Philibert, de Grandfontaine. Les notables militaires prennent la parole à tour de rôle, le général Zeller apportant l'hommage de la garnison de Strasbourg, le colonel Dangelser faisant l'éloge des proscrits d'Alsace etc. Aux termes des discours, le préfet Borromée répond avec éloquence improvisant sur les crimes allemands qui ont déshonoré la guerre.
Les sites industrielles, avec solides bâtiments préexistants et prise de force motrice de l'eau, restent recherchés. Une lunetterie, associée à la production de verres de montre, s'établit à Grandfontaine, rejoignant deux filatures, quelques ateliers de tissage mécanique de coton et une nouvelle fabrique de pâte à papier, dite pâte de bois mécanique, dont les statuts ont été publiés en 1926.
Les dernières mines de Framont-Grandfontaine, objet de visite, sont en sommeil. La fin de la concession minière est entérinée en 1928 selon Henri Verlot.

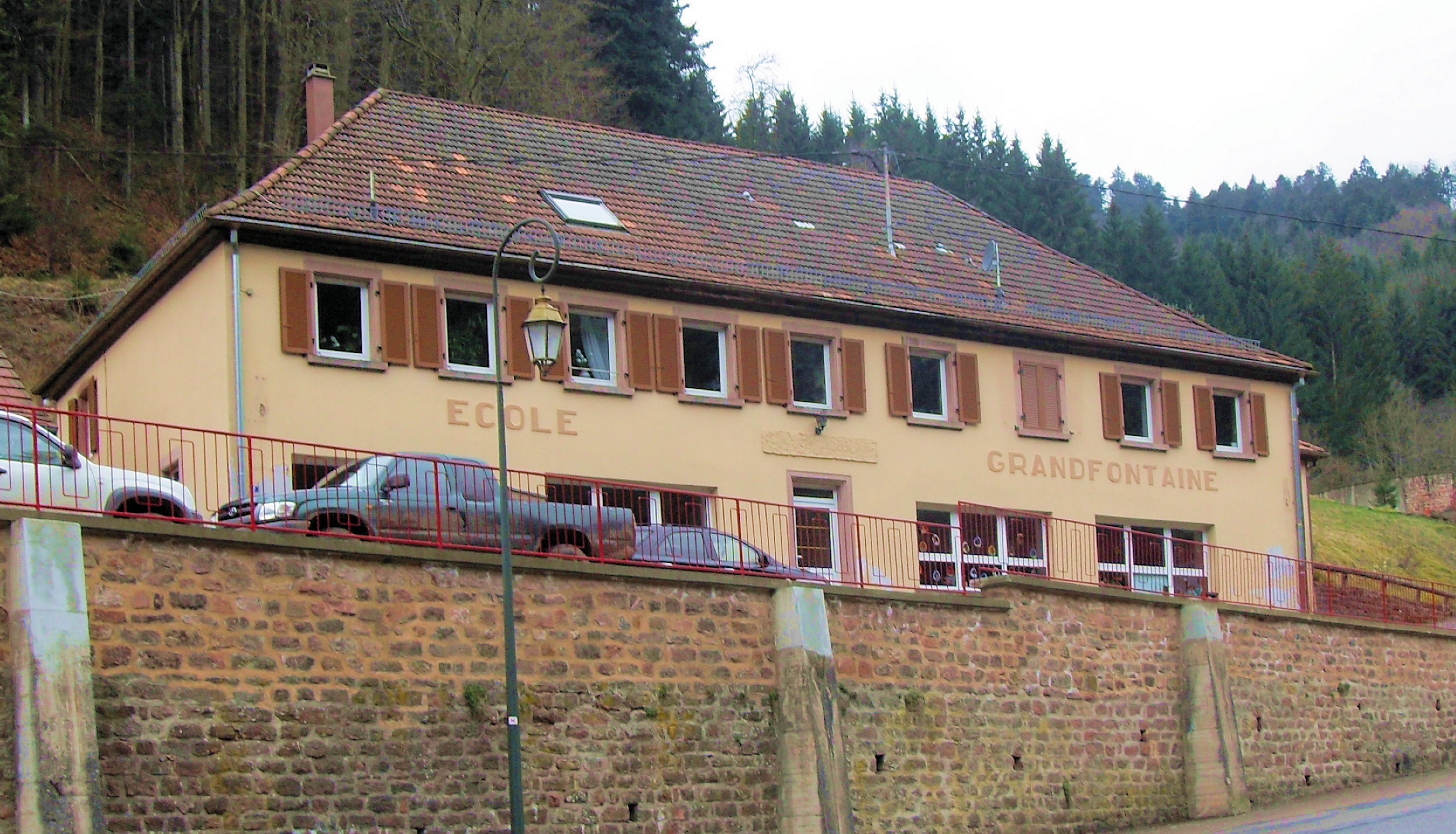
Ecole communale de Granfontaine en 2015

Début juillet 1930, Le Nouvelliste d'Alsace, journal hebdomadaire, prend acte de la liste des élèves reçus au certificat d'études dans le canton de Schirmeck : la commune de Grandfontaine-Minière (sic) compte deux élèves admis, W. Niefer et F. Schwintner avec une mention bien.
Les friches industrielles avec divers plans d'eau en réserve, les ruines ou vestiges de bâtiments, autrefois moulins à bocards près des ateliers de triage du minerai, hauts fourneaux, forges, affineries ou fonderies, la présence de meules de broyage et surtout de "terres à scories vert bleutées" sur les chemins ou de "terres noires" à résidus de charbon de bois, sur la colline de la Tête Bellin, dans divers jardins, ont donné naissance à de multiples légendes ou histoires d'antan, racontées par les paysans, bûcherons et autres ouvriers textiles, qui n'ont souvent aucun lien direct de filiation avec les membres de l'ancienne communauté minière et sidérurgique de Framont. Ces légendes reprises par les journalistes se focalisent sur le ravin des minières, considéré comme lieu emblématique et exclusif d'extraction du minerai de fer, avec ses rares habitats de mineurs, mais aussi le lieu-dit du Haut Fourneau. Il aurait existé dans une mine au plafond effondré du XVIIIe siècle, une vaste grotte de réception, offrant aux rares visiteurs éclairés à la bougie des teintes merveilleuses et resplendissantes, à proximité de jeux d'eaux et de candélabres immaculés de stalactites et de stalagmites. Cette immense grotte des mineurs dépassait même par l'impression produite, affirmait les conteurs, le cadre fastueux du grand château construit par le dernier Champy maître des forges. Mais malheureusement, à l'image du château si vite tombé en ruine, l'entrée de la grotte calcaire, effondrée pendant les guerres, s'est perdue à jamais.
En 1938, la fabrique de produits chimiques de Thann et Mulhouse, en accord avec la Société de Mutzig-Framont, détentrice des droits, lance forces études et prospections minières, ouvrant des sondages en quête de pyrites et donc de soufre. Ces travaux miniers sont poursuivis d'ailleurs pendant l'occupation allemande de l'Alsace de 1940 à 1944.

## Seconde guerre mondiale et après-guerre
En 1947, les vestiges encore élevés du Haut Fourneau, sur le site du dernier haut fourneau alors en activité il y a moins d'un siècle, reçoivent un petit pylone pour porter les fils électriques qui desservent ce vallon. En 1948, la firme "Bonne espérance" reprend les prospections pour le compte de Thann et Mulhouse. M. Parzy, ingénieur des mines du domaine, fait visiter les installations qui devraient relancer l'exploitation en 1949. Il est convaincu que les pyrites de fer, en cristaux accrus et en agrégats grenus, insérées dans des roches éruptives, ne sont qu'à trente mètres de profondeur. Les journalistes, munis de casques et vêtus d'habits protecteur, constatent qu'une eau vitriolée, du moins à forte odeur de soufre, suinte des parois rocheuses, tout en se réjouissant d'une future source d'emploi dans cette contrée économiquement sinistrée.
L'espoir d'un renouveau minier s'étiole au début des années cinquante. Un article des DNA de juin 1952, axé sur le Donon et son patrimoine naturelle et historique, voire son possible essor touristique, rappelle le long village de Grandfontaine, avec ses quelques usines et ses vestiges de réservoirs et de bâtiments de forges dont l'érection en leur époque devrait beaucoup à la destruction des temples de Mercure du Donon. Même le plan proposé oublie Framont.
L'archéologie industrielle et minière se développe à la fin des années 1960. Les questions de Marcel François, ingénieur chimiste ICS, paraissent de prime abord se focaliser de manière floue sur les reliquats d'images et sur l'imaginaire, associés à l'impressionnant château des Champy à Haymonrupt, avant d'initier une vision globale du site minier et sidérurgique de Framont-Grandfontaine au XIXe siècle.

## Politique et administration

### Liste des maires
| Période                                  | Période                   | Identité                                      | Étiquette | Qualité |
| ---------------------------------------- | ------------------------- | --------------------------------------------- | --------- | ------- |
| Les données manquantes sont à compléter. |                           |                                               |           |         |
| mars 2008                                | En cours (au 31 mai 2020) | Philippe Remy, Réélu pour le mandat 2020-2026 |           |         |

## Population et société

### Démographie
L'évolution du nombre d'habitants est connue à travers les recensements de la population effectués dans la commune depuis 1793. Pour les communes de moins de 10 000 habitants, une enquête de recensement portant sur toute la population est réalisée tous les cinq ans, les populations de référence des années intermédiaires étant quant à elles estimées par interpolation ou extrapolation. Pour la commune, le premier recensement exhaustif entrant dans le cadre du nouveau dispositif a été réalisé en 2007.

En 2022, la commune comptait 391 habitants, en évolution de −4,63 % par rapport à 2016 (Bas-Rhin : +3,17 %, France hors Mayotte : +2,11 %).
| 1793  | 1800  | 1806  | 1821  | 1831  | 1836  | 1841  | 1846  | 1851  |
| ----- | ----- | ----- | ----- | ----- | ----- | ----- | ----- | ----- |
| 1 011 | 1 192 | 1 199 | 1 390 | 1 513 | 1 708 | 1 623 | 1 353 | 1 245 |

| 1856  | 1861 | 1866 | 1871 | 1875 | 1880 | 1885 | 1890 | 1895 |
| ----- | ---- | ---- | ---- | ---- | ---- | ---- | ---- | ---- |
| 1 108 | 974  | 880  | 817  | 910  | 882  | 873  | 708  | 687  |

| 1900 | 1905 | 1910 | 1921 | 1926 | 1931 | 1936 | 1946 | 1954 |
| ---- | ---- | ---- | ---- | ---- | ---- | ---- | ---- | ---- |
| 642  | 676  | 741  | 639  | 565  | 515  | 515  | 498  | 485  |

| 1962 | 1968 | 1975 | 1982 | 1990 | 1999 | 2006 | 2007 | 2012 |
| ---- | ---- | ---- | ---- | ---- | ---- | ---- | ---- | ---- |
| 421  | 386  | 408  | 361  | 351  | 369  | 383  | 385  | 431  |

| 2017 | 2022 | - | - | - | - | - | - | - |
| ---- | ---- | - | - | - | - | - | - | - |
| 396  | 391  | - | - | - | - | - | - | - |

### Environnement
ATMO Grand Est, organisme chargé de la surveillance de la qualité de l'air, assure le contrôle continu du rayonnement gamma ambiant sur le site du Donon.

## Culture locale et patrimoine

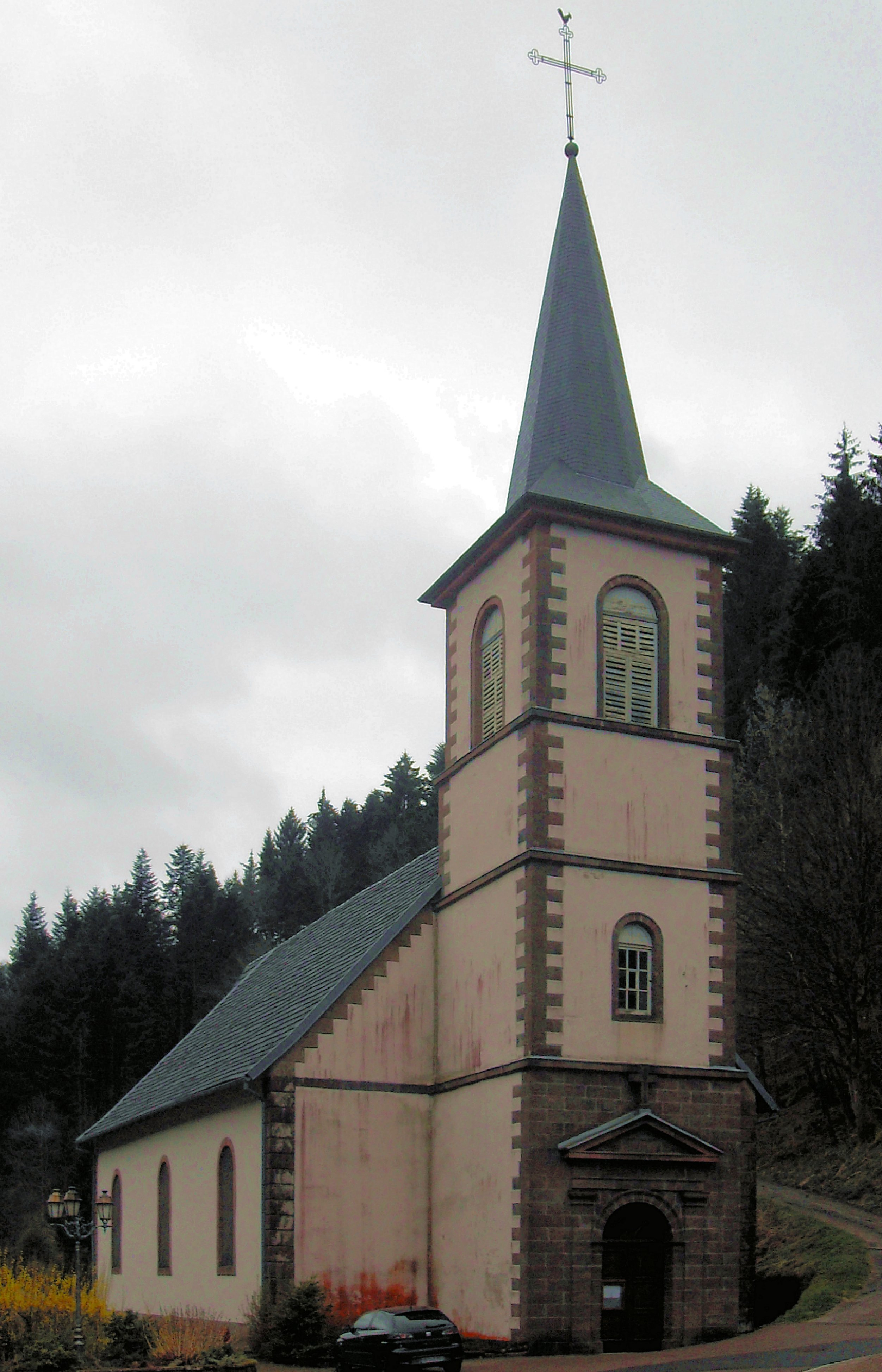
L'église Saint-Jacques-le-Majeur.

### Lieux et monuments
- Musée du Donon, situé sur le Donon, classé monument historique en 1898 et 1934
- Les Minières préserve une des mines de fer, exploitée jusqu'au milieu du XIXe siècle et remise en valeur par les autorités allemandes au début du XXe siècle, et plus tardivement sauvegardée dans le cadre du patrimoine par la commune, qui propose la visite d'une galerie et d'un petit musée qui retrace l'activité de la mine au cours des âges et expose la richesse minéralogique de la région.
- Les anciennes forges de Framont.

Patrimoine minier et industriel.
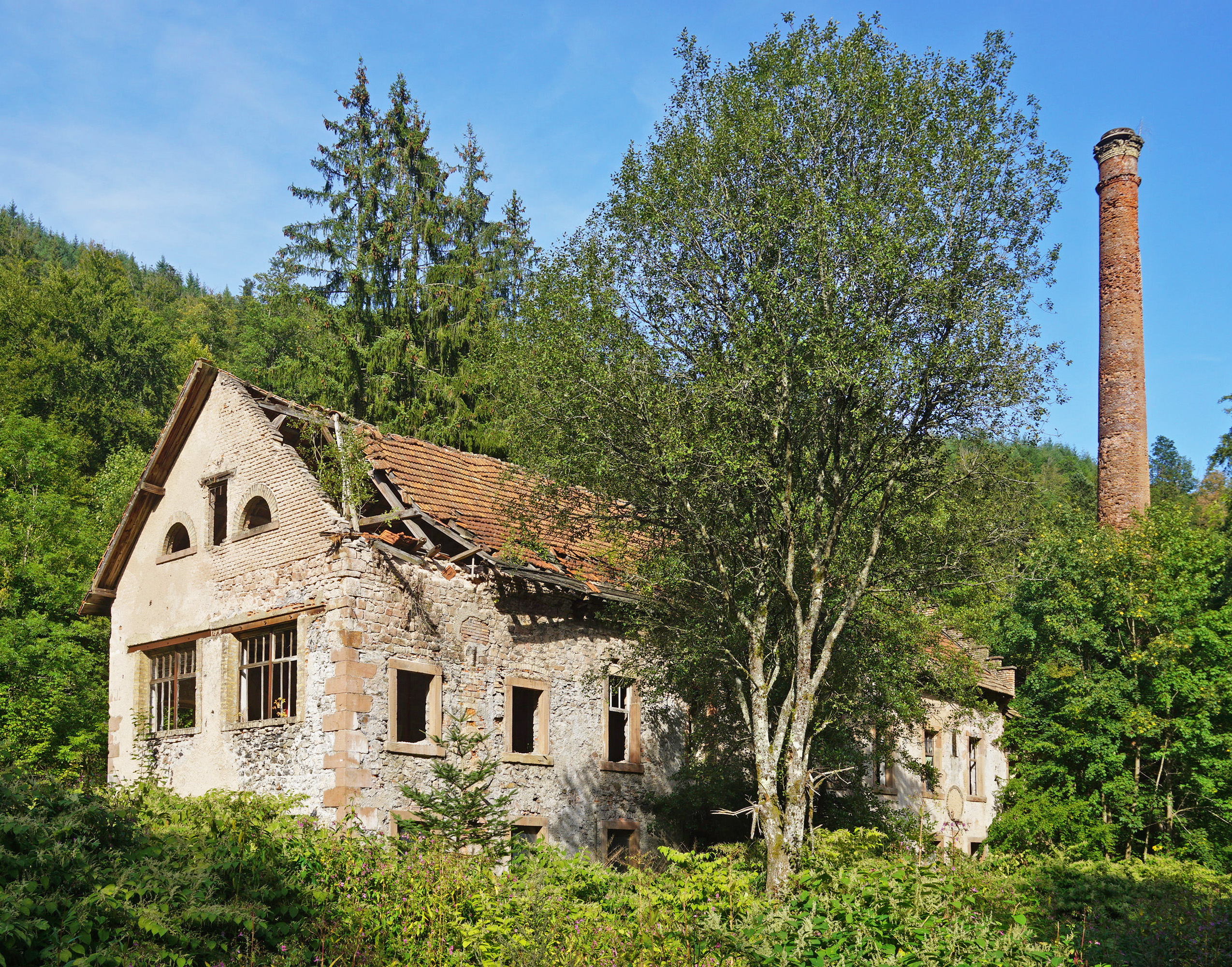
Les forges de Framont.
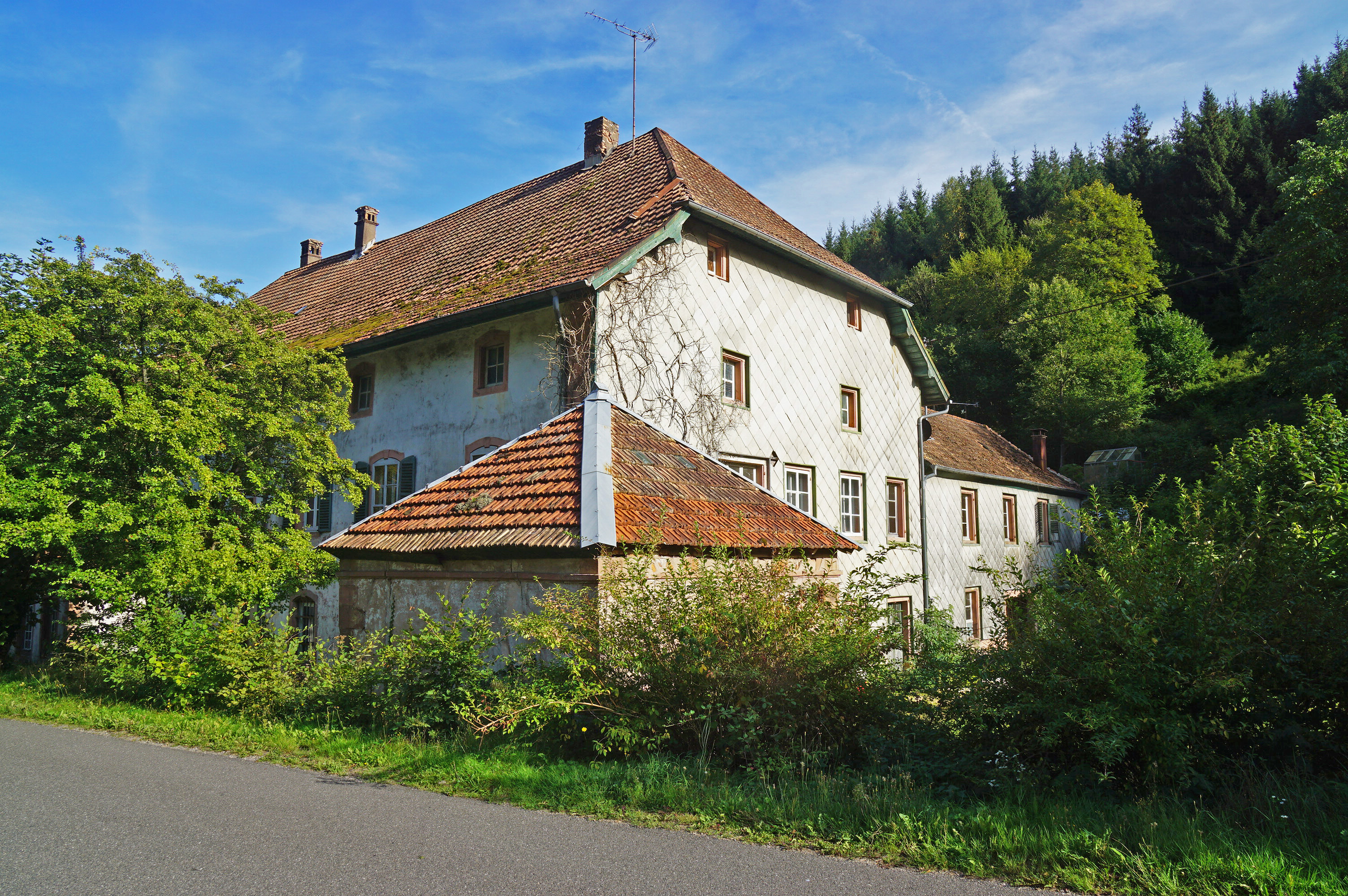
La maison des maîtres de forges de Framont reconverti en brasserie.
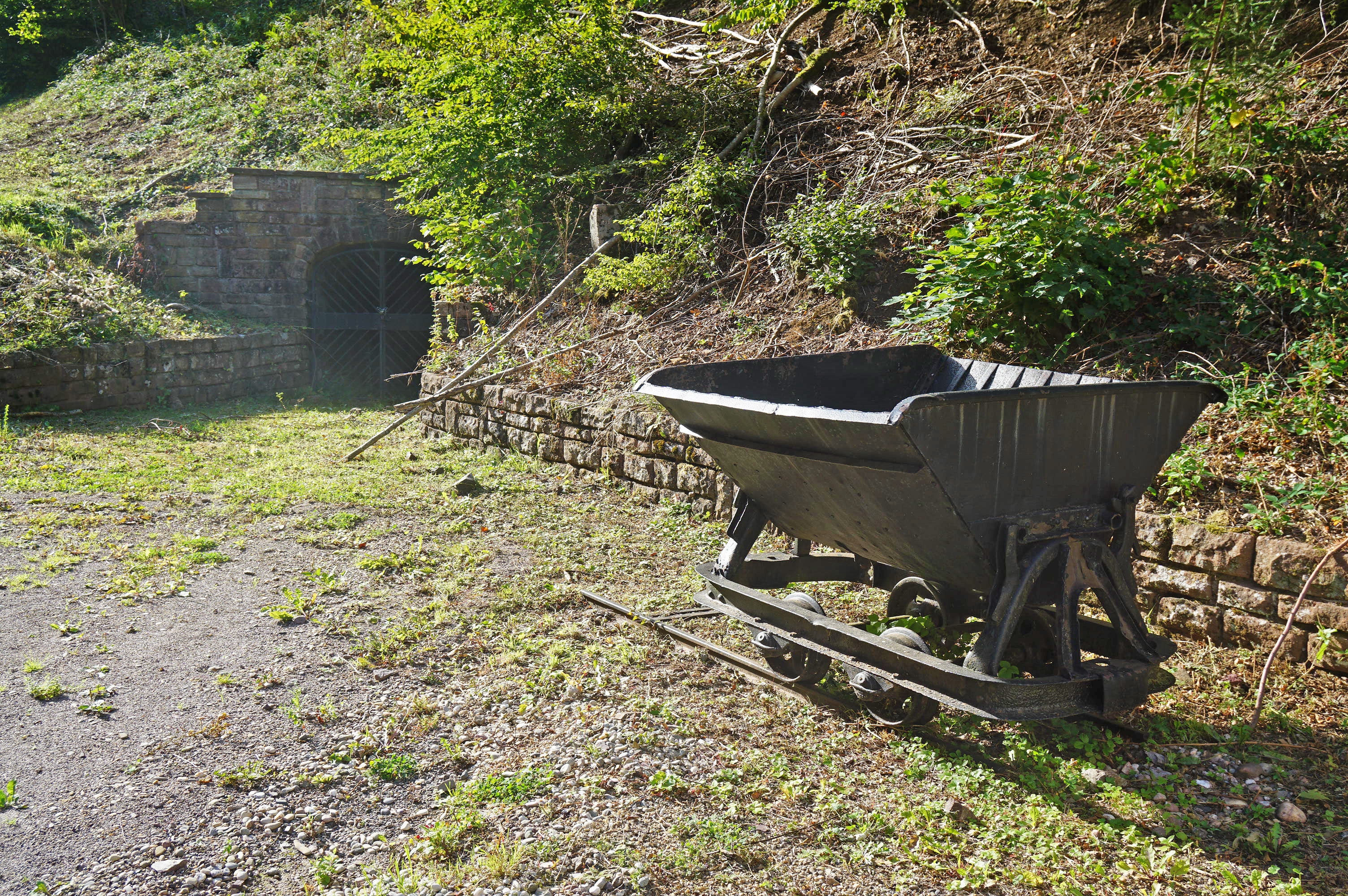
Une entrée aménagée des mines de fer des Minières.

### Personnalités liées à la commune
- Louis Champy (1763-1831), fermier et maître de forges de Framont, propriétaire après 1796, un des premiers maires de Grandfontaine et son fils Bernard-Michel Champy, qui reprend de 1827 à 1834 les installations sidérurgiques.
- Nicolas Freeling, auteur anglais ayant vécu à Grandfontaine, mort le 20 juillet 2003.
- Édouard Kleinmann (1832-1901), banquier et naturaliste, né à Grandfontaine.

### Héraldique
| Blason de Grandfontaine | Blason  | De gueules aux deux saumons adossés d'argent accompagnés de quatre croisettes du même, à la champagne aussi d'argent chargée d'un pic et d'un marteau-piquier de sable passés en sautoir. |
| Blason de Grandfontaine | Détails | Le blason rappelle à la fois l'appartenance de la commune à la principauté de Salm-Salm et son passé minier.                                                                              |